# Dubbing Brothers
Pour l’article ayant un titre homophone, voir The Doobie Brothers.
 (janvier 2014).
Dubbing Brothers est une entreprise française de doublage fondée en 1989 à La Plaine Saint-Denis. Elle a quatre filiales en Italie, États-Unis, Belgique et Allemagne, avec un partenariat en Espagne. Philippe Taïeb est le président de la compagnie.

## Historique
En 2009, la branche allemande est acquise par Berliner Synchron AB.
En 2016, Bpifrance entre dans le capital de l'entreprise.

## Clients
Liste des principaux clients de Dubbing Brothers
- British Broadcasting Corporation
- Buena Vista International
- Cartoon Network
- DreamWorks Animation
- Fox Broadcasting Company
- Paramount Pictures
- Société nouvelle de distribution
- Marvel Studios
- Metropolitan Filmexport
- Sony Pictures Entertainment
- Studiocanal
- Universal Studios
- Warner Bros.
- The Walt Disney Company
- Netflix
- Studio Ghibli
- 20th Century Studios
- New Line Cinema
- Pathé Films

## Films et séries enregistrés
Liste des films et séries enregistrés en version française dans les studios de Dubbing Brothers

### Cinéma

#### Années 1940
- 1940 : Fantasia des studios Disney[2]
- 1940 : Arizona de Wesley Ruggles
- 1942 : Saludos Amigos de Norman Ferguson[3]
- 1944 : Les Trois Caballeros de Norman Ferguson[4]
- 1946 : La Boîte à musique de Jack Kinney, Clyde Geronimi, Hamilton Luske, Joshua Meador et Robert Cormack[5]
- 1946 : Mélodie du Sud de Harve Foster de Wilfred Jackson[6]
- 1947 : Coquin de printemps de William Morgan, Jack Kinney, Bill Roberts et Hamilton Luske[7]
- 1948 : Mélodie Cocktail de Clyde Geronimi, Wilfred Jackson, Hamilton Luske et Jack Kinney[7]
- 1949 : Danny, le petit mouton noir de Harold Schuster et Hamilton Luske[8]

#### Années 1950
- 1953 : Peter Pan de Clyde Geronimi, Wilfred Jackson et Hamilton Luske[9]
- 1955 : La Belle et le Clochard de Clyde Geronimi, Wilfred Jackson et Hamilton Luske[10]

#### Années 1960
- 1965 : Joyeux Noël, Charlie Brown ! de Bill Melendez (Nouveau Doublage)
- 1966 : C'est la grosse citrouille, Charlie Brown de Bill Melendez
- 1968 : Le Sous-marin jaune de George Dunning[11]

#### Années 1970
- 1971 : L'Apprentie sorcière de Robert Stevenson[12]
- 1971 : Charlie et la Chocolaterie de Mel Stuart[13]
- 1973 : Le Thanksgiving de Charlie Brown de Bill Melendez et Phil Roman
- 1973 : Sauvez le tigre de John G. Avildsen[14]
- 1974 : Joyeuses pâques, Charlie Brown ! de Phil Roman
- 1974 : La Tour infernale de John Guillermin[5]
- 1975 : Joyeuse Saint-Valentin, Charlie Brown ! de Phil Roman
- 1975 : Les Dents de la mer de Steven Spielberg[15]
- 1977 : Les Aventures de Winnie l'ourson de John Lounsbery et Wolfgang Reitherman[16]
- 1977 : Bugs Bunny : Joyeuses Pâques de David Detiege et Friz Freleng
- 1978 : Superman de Richard Donner[17]
- 1978 : La Folle Escapade de Martin Rosen (2e doublage, années 2000)
- 1979 : Apocalypse Now de Francis Ford Coppola[18]
- 1979 : Bugs Bunny, Bip Bip : Le Film-poursuite de Chuck Jones[19]

#### Années 1980
- 1980 : Daffy Duck : L'Œuf-orie de Pâques de Friz Freleng[20]
- 1981 : Le Monde fou, fou, fou de Bugs Bunny de Friz Freleng[19]
- 1983 : Le Noël de Mickey de Burny Mattinson[21]
- 1984 : Nausicaä de la Vallée du Vent de Hayao Miyazaki[22]
- 1984 : Luck l'intrépide de Hiroshi Fukutomi (2e doublage)
- 1985 : Taram et le Chaudron magique de Ted Berman et Richard Rich[7]
- 1986 : Le Château dans le ciel de Hayao Miyazaki[23]
- 1988 : Mon voisin Totoro de Hayao Miyazaki[24]
- 1988 : Le Petit Dinosaure et la Vallée des merveilles de Don Bluth[25]
- 1989 : Kiki la petite sorcière de Hayao Miyazaki[26]
- 1989 : La Petite Sirène de John Musker et Ron Clements[7]

#### Années 1990
- 1991 : La Belle et la Bête de Gary Trousdale et Kirk Wise[27]
- 1992 : Porco Rosso de Hayao Miyazaki[28]
- 1992 : Evil Dead 3 de Sam Raimi
- 1992 : Lunes de fiel de Roman Polanski
- 1992 : Aladdin de John Musker et Ron Clements
- 1992 : Noël chez les Muppets de Brian Henson
- 1992 : C'est encore Noël, Charlie Brown de Bill Melendez
- 1992 : Piège à domicile de Peter Markle
- 1993 : Rasta Rockett de Jon Turteltaub[réf. souhaitée]
- 1993 : Feu sur l'Amazone de Luis Llosa
- 1993 : L'Étrange Noël de monsieur Jack d'Henry Selick
- 1993 : Les Quatre Dinosaures et le Cirque magique
- 1994 : Pompoko d'Isao Takahata[29]
- 1994 : The Mask de Chuck Russell
- 1994 : Ace Ventura, détective chiens et chats de Tom Shadyac
- 1994 : Dumb and Dumber de Peter et Bobby Farrelly
- 1994 : Radio Rebels de Michael Lehmann
- 1994 : Le Roi lion de Roger Allers et Rob Minkoff
- 1994 : Le Retour de Jafar de Toby Shelton, Tad Stones et Alan Zaslove
- 1994 : Le Livre de la jungle de Stephen Sommers
- 1994 : Le Cygne et la Princesse de Richard Rich
- 1994 : Super Noël de John Pasquin
- 1995 : Meurtre à Alcatraz de Marc Rocco
- 1995 : Dingo et Max de Kevin Lima
- 1995 : Pocahontas : Une légende indienne de Mike Gabriel et Eric Goldberg
- 1995 : Si tu tends l'oreille de Yoshifumi Kondō[30]
- 1995 : USS Alabama de Tony Scott[réf. souhaitée]
- 1995 : Une journée en enfer de John McTiernan
- 1995 : Toy Story de John Lasseter
- 1995 : Miami Rhapsodie de David Frankel
- 1995 : Memories
- 1995 : Mickey perd la tête de Chris Bailey
- 1995 : Génération sacrifiée d'Albert et Allen Hughes
- 1995 : Ace Ventura en Afrique de Steve Oedekerk
- 1995 : De l'amour à la folie d'Antonia Bird
- 1995 : Le Mystère de la Montagne ensorcelée de Peter Rader
- 1995 : Stargate, la porte des étoiles de Roland Emmerich
- 1995 : Le Dernier Cheyenne de Tab Murphy
- 1996 : Larry Flynt de Miloš Forman
- 1996 : James et la pêche géante d'Henry Selick
- 1996 : Aladdin et le Roi des voleurs de Tad Stones
- 1996 : Une nuit en enfer de Robert Rodriguez
- 1996 : Rock de Michael Bay
- 1996 : Le Bossu de Notre-Dame de Gary Trousdale et Kirk Wise
- 1996 : Le Droit de tuer ? de Joel Schumacher[réf. souhaitée]
- 1996 : Kansas City de Robert Altman
- 1996 : La Rançon de Ron Howard
- 1996 : Les 101 Dalmatiens de Stephen Herek
- 1996 : Space Jam de Joe Pytka
- 1996 : L'Incroyable Voyage 2 : À San Francisco de David Richard Ellis
- 1996 : L'Île au trésor des Muppets de Brian Henson
- 1996 : Pinocchio de Steve Barron
- 1996 : Le Temps d'aimer de Richard Attenborough
- 1996 : Get on the Bus de Spike Lee
- 1997 : Les Ailes de l'enfer de Simon West
- 1997 : Volte-face de John Woo
- 1997 : À armes égales de Ridley Scott
- 1997 : Austin Powers de Jay Roach
- 1997 : Anastasia de Don Bluth et Gary Goldman
- 1997 : Hercule de John Musker et Ron Clements
- 1997 : Princesse Mononoké d'Hayao Miyazaki[31]
- 1997 : Sept Ans au Tibet de Jean-Jacques Annaud
- 1997 : Lolita d'Adrian Lyne
- 1997 : Ouvre les yeux d'Alejandro Amenábar
- 1997 : Incognito de John Badham
- 1997 : L'Associé du diable de Taylor Hackford
- 1997 : Starship Troopers de Paul Verhoeven
- 1997 : Copland de James Mangold
- 1997 : Kundun de Martin Scorsese
- 1997 : L'Idéaliste de Francis Ford Coppola
- 1997 : Cube de Vincenzo Natali
- 1997 : Le Loup-garou de Paris de Anthony Waller
- 1997 : Oscar Wilde de Brian Gilbert
- 1997 : Flubber de Les Mayfield
- 1997 : George de la jungle de Sam Weisman
- 1997 : Les Musiciens de Brême de Michael Coldewey, Eberhard Junkersdorf et Jürgen Richter
- 1997 : Le Cygne et la Princesse 2 de Richard Rich
- 1997 : Fifi Brindacier de Michael Schaack et Clive A. Smith
- 1997 : La Belle et la Bête 2 d'Andy Knight
- 1997 : Winnie l'ourson 2 de Karl Geurs
- 1997 : Elmer et le Dragon de Masami Hata
- 1997 : Le Petit Dinosaure : L'Île mystérieuse de Charles Grosvenor
- 1997 : Beauté criminelle de Christopher Leitch
- 1998 : Dark City d'Alex Proyas
- 1998 : L'Homme qui murmurait à l'oreille des chevaux de Robert Redford
- 1998 : Armageddon de Michael Bay
- 1998 : The X Files, le film de Rob S. Bowman
- 1998 : L'Empereur et l'Assassin de Chen Kaige[32]
- 1998 : Snake Eyes de Brian De Palma[réf. souhaitée]
- 1998 : Fourmiz d'Eric Darnell et Tim Johnson
- 1998 : Docteur Dolittle de Betty Thomas
- 1998 : The Truman Show de Peter Weir
- 1998 : Ennemi d'État de Tony Scott
- 1998 : Vampires de John Carpenter
- 1998 : Rush Hour de Brett Ratner
- 1998 : Big Party d'Harry Elfont et Deborah Kaplan
- 1998 : Chérie, nous avons été rétrécis de Dean Cundey
- 1998 : Meurtre parfait d'Andrew Davis
- 1998 : Couvre-feu d'Edward Zwick
- 1998 : Miracle à minuit de Ken Cameron
- 1998 : Mulan de Barry Cook et Tony Bancroft
- 1998 : Le Prince d'Égypte de Steve Hickner, Simon Wells et Brenda Chapman
- 1998 : Excalibur, l'épée magique de Frederik Du Chau
- 1998 : Pokémon, le film : Mewtwo contre-attaque de Kunihiko Yuyama
- 1998 : Le Cygne et la Princesse 3 de Richard Rich
- 1998 : 1 001 Pattes de John Lasseter
- 1998 : Mary à tout prix de Peter et Bob Farrelly
- 1998[33] : He Got Game de Spike Lee
- 1998 : Pocahontas 2 : Un monde nouveau de Tom Ellery et Bradley Raymond
- 1998 : Le Monde magique de la Belle et la Bête de Cullen Blaine, Dale Case, Daniel de la Vega, Barbara Dourmashkin, Bob Kline, Burt Medall et Mitch Rochon
- 1998 : Le Roi Lion 2 de Rob LaDuca et Darrell Rooney
- 1998 : Le Petit Dinosaure : La Légende du mont Saurus de Charles Grosvenor
- 1998 : Buster et Junior de Buzz Potamkin
- 1998 : Sexcrimes de John McNaughton[34]
- 1999 : La Langue des papillons de José Luis Cuerda
- 1999 : Star Wars, épisode I : La Menace fantôme de George Lucas
- 1999 : American Pie de Paul Weitz et Chris Weitz
- 1999 : Sleepy Hollow de Tim Burton
- 1999 : Bangkok, aller simple de Jonathan Kaplan
- 1999 : Beowulf de Graham Baker
- 1999 : The Faculty de Robert Rodriguez
- 1999 : En direct sur EDtv de Ron Howard
- 1999 : Virus de John Bruno
- 1999 : Fight Club de David Fincher
- 1999 : Sixième Sens de M. Night Shyamalan
- 1999 : Just Married (ou presque) de Garry Marshall
- 1999 : Instinct de Jon Turteltaub[réf. souhaitée]
- 1999 : À tombeau ouvert de Martin Scorsese
- 1999 : Haute Voltige de Jon Amiel
- 1999 : Austin Powers 2 : L'Espion qui m'a tirée de Jay Roach
- 1999 : Inspecteur Gadget de David Kellogg
- 1999 : Mes voisins les Yamada d'Isao Takahata[35]
- 1999 : Tarzan de Kevin Lima
- 1999 : Le Géant de fer de Brad Bird
- 1999 : Toy Story 2 de John Lasseter
- 1999 : Man on the Moon de Miloš Forman
- 1999 : Fantasia 2000 des studios Disney
- 1999 : American Beauty de Sam Mendes
- 1999 : Les Aiguilleurs de Mike Newell
- 1999 : Belles à mourir de Michael Patrick Jann
- 1999 : Hurricane Carter de Norman Jewison
- 1999 : Un vent de folie de Bronwen Hughes
- 1999 : Lake Placid de Steve Miner
- 1999 : Tout sur ma mère de Pedro Almodóvar
- 1999 : Anna et le Roi d'Andy Tennant
- 1999 : Pokémon 2 : Le pouvoir est en toi de Kunihiko Yuyama
- 1999 : Bartok le Magnifique de Don Bluth et Gary Goldman
- 1999 : Elmo au pays des grincheux de Gary Halvorson
- 1999 : Les Muppets dans l'espace de Tim Hill
- 1999 : Titus de Julie Taymor[réf. souhaitée]
- 1999 : Premier Regard de Irwin Winkler

#### Années 2000
- 2000 : Peines d'amour perdues de Kenneth Branagh
- 2000 : Un couple presque parfait de John Schlesinger
- 2000 : American Girls de Peyton Reed
- 2000 : Destination finale de James Wong
- 2000 : La Route d'Eldorado d'Éric Bergeron et Don Paul
- 2000 : Big Mamma de Raja Gosnell
- 2000 : Chicken Run de Nick Park et Peter Lord[36]
- 2000 : American Psycho de Mary Harron
- 2000 : X-Men de Bryan Singer
- 2000 : Mission to Mars de Brian De Palma
- 2000 : Planète rouge d'Antony Hoffman
- 2000 : Mon beau-père et moi de Jay Roach
- 2000 : 60 secondes chrono de Dominic Sena
- 2000 : La Plage de Danny Boyle
- 2000 : Leprechaun 5 : La Malédiction de Rob Spera
- 2000 : Eh mec ! Elle est où ma caisse ? de Danny Leiner
- 2000 : Boesman et Lena de John Berry
- 2000 : Un monde meilleur de Mimi Leder
- 2000 : La Légende de Bagger Vance de Robert Redford
- 2000 : L'Art de la guerre de Christian Duguay
- 2000 : Endiablé d'Harold Ramis
- 2000 : Battle Royale de Kinji Fukasaku
- 2000 : Amour, Piments et Bossa nova de Fina Torres
- 2000 : Ma mère, moi et ma mère de Wayne Wang
- 2000 : The Cell de Tarsem Singh
- 2000 : Fréquence interdite de Gregory Hoblit
- 2000 : Incassable de M. Night Shyamalan
- 2000 : Fous d'Irène de Peter et Bobby Farrelly
- 2000 : Treize Jours de Roger Donaldson
- 2000 : Family Man de Brett Ratner
- 2000 : Dangereuse Séduction de David Raynr
- 2000 : Geppetto de Tom Moore
- 2000 : Pokémon 3 : Le Sort des Zarbi de Kunihiko Yuyama
- 2000 : Kuzco, l'empereur mégalo de Mark Dindal
- 2000 : Titi et le Tour du monde en 80 chats de James Tim Walker
- 2000 : Le Gâteau magique de Karl Zwicky
- 2000 : Gloups ! je suis un poisson de Stefan Fjeldmark et Michael Hegner
- 2000 : Titan A.E. de Don Bluth et Gary Goldman
- 2000 : Le Petit Dinosaure : La Pierre de feu de Charles Grosvenor
- 2000 : Dingo et Max 2 d'Ian Harrowell et Douglas McCarthy
- 2000 : La Petite Sirène 2 de Jim Kammerud
- 2000 : Joseph, le roi des rêves de Rob LaDuca et Robert C. Ramirez
- 2000 : Polly et L'Épouvantail de Richard Rich
- 2000 : Ce que je sais d'elle... d'un simple regard de Rodrigo García
- 2001 : Sweet November de Pat O'Connor
- 2001 : Comme chiens et chats de Lawrence Guterman
- 2001 : American Pie 2 de James B. Rogers
- 2001 : Docteur Dolittle 2 de Steve Carr
- 2001 : Atlantide, l'empire perdu de Gary Trousdale et Kirk Wise
- 2001 : La Planète des singes de Tim Burton
- 2001 : Bienvenue à Collinwood d'Anthony et Joe Russo
- 2001 : Une virée en enfer de John Dahl
- 2001 : L'Amour extra-large de Frères Farrelly
- 2001 : 1943, l'ultime révolte de Jon Avnet
- 2001 : Blow de George Jung
- 2001 : Shrek d'Andrew Adamson et Vicky Jenson
- 2001 : Pearl Harbor de Michael Bay
- 2001 : Lara Croft : Tomb Raider de Simon West
- 2001 : Training Day d'Antoine Fuqua
- 2001 : Intuitions de Sam Raimi
- 2001 : The Majestic de Frank Darabont
- 2001 : Bully de Larry Clark
- 2001 : Le Voyage de Chihiro d'Hayao Miyazaki
- 2001 : The Pledge de Sean Penn
- 2001 : Monstres et Cie de Pete Docter
- 2001 : Le Seigneur des anneaux : La Communauté de l'anneau de Peter Jackson
- 2001 : Les Autres d'Alejandro Amenábar
- 2001 : À l'ombre de la haine de Marc Forster
- 2001 : Anniversary Party de Jennifer Jason Leigh et Alan Cumming
- 2001 : Attraction animale de Tony Goldwyn
- 2001 : Vanilla Sky de Cameron Crowe
- 2001 : Replicant de Ringo Lam
- 2001 : Le Courtier du cœur de Steve Rash
- 2001 : Un bébé sur les bras de David Seltzer
- 2001 : Blow de Ted Demme
- 2001 : Corky Romano de Rob Pritts
- 2001 : Pas un mot de Gary Fleder
- 2001 : La Gardienne des secrets de Blair Treu
- 2001 : The Score de Frank Oz
- 2001 : Diablesse de Dennis Dugan
- 2001 : Moulin Rouge de Baz Luhrmann
- 2001 : Potins mondains et Amnésies partielles de Peter Chelsom
- 2001 : Un mariage trop parfait d'Adam Shankman
- 2001 : 15 Minutes de John Herzfeld
- 2001 : Ghosts of Mars de John Carpenter
- 2001 : Donnie Darko de Richard Kelly
- 2001 : Rush Hour 2 de Brett Ratner
- 2001 : Josie et les Pussycats d'Harry Elfont et Deborah Kaplan
- 2001 : Shaolin Soccer de Stephen Chow
- 2001 : Metropolis de Rintarō
- 2001 : Cowboy Bebop, le film de Shinichiro Watanabe
- 2001 : 102 Dalmatiens de Kevin Lima
- 2001 : La Belle et le Clochard 2
- 2001 : Mickey, la magie de Noël de Tony Craig et Roberts Gannaway
- 2001 : Le Petit Dinosaure : La Pluie d'étoiles glacées de Charles Grosvenor
- 2001 : Appelez-moi le Père Noël ! de Peter Werner
- 2001 : La Revanche d'une blonde de Robert Luketic
- 2001 : Presque célèbre de Cameron Crowe
- 2002 : La Vengeance de Monte Cristo de Kevin Reynolds
- 2002 : Apparitions de Tom Shadyac
- 2002 : Parle avec elle de Pedro Almodóvar
- 2002 : Cabin Fever d'Eli Roth
- 2002 : Calculs meurtriers de Barbet Schroeder
- 2002 : Resident Evil de Paul W. S. Anderson
- 2002 : Le Royaume des chats d'Hiroyuki Morita
- 2002 : Ali G de Mark Mylod
- 2002 : From Hell d'Albert et Allen Hughes
- 2002 : Spirit, l'étalon des plaines de Kelly Asbury et Lorna Cook
- 2002 : Signes de M. Night Shyamalan
- 2002 : L'Âge de glace de Chris Wedge et Carlos Saldanha
- 2002 : 40 jours et 40 nuits de Michael Lehmann
- 2002 : Blade 2 de Guillermo del Toro
- 2002 : Scooby-Doo de Raja Gosnell
- 2002 : Star Wars, épisode II : L'Attaque des clones de George Lucas
- 2002 : Meurs un autre jour de Lee Tamahori
- 2002 : Gangs of New York de Martin Scorsese
- 2002 : Windtalkers : Les Messagers du vent de John Woo
- 2002 : Austin Powers dans Goldmember de Jay Roach
- 2002 : Le Cercle de Gore Verbinski
- 2002 : 7 jours et une vie de Stephen Herek
- 2002 : 28 Jours plus tard de Danny Boyle
- 2002 : Amours suspectes de P.J. Hogan
- 2002 : Nicholas Nickleby de Douglas McGrath
- 2002 : American Party de Walt Becker
- 2002 : Barbershop de Tim Story
- 2002 : Bad Company de Joel Schumacher
- 2002 : Igby de Burr Steers
- 2002 : La Planète au trésor : Un nouvel univers de John Musker et Ron Clements
- 2002 : Le Seigneur des anneaux : Les Deux Tours de Peter Jackson
- 2002 : Evelyn de Bruce Beresford
- 2002 : Pinocchio de Roberto Benigni
- 2002 : Beat Battle de Charles Stone III (en)
- 2002 : Big Trouble de Barry Sonnenfeld
- 2002 : La Prophétie des ombres de Mark Pellington
- 2002 : Cube 2 d'Andrzej Sekuła
- 2002 : Sam, je suis Sam de Jessie Nelson
- 2002 : Un homme d'exception de Ron Howard
- 2002 : Spy Game : Jeu d'espions de Tony Scott
- 2002 : John Q de Nick Cassavetes
- 2002 : Assassination Tango de Robert Duvall
- 2002 : Antwone Fisher de Denzel Washington
- 2002 : Infidèle d'Adrian Lyne
- 2002 : Liaison obsessionnelle de John Badham
- 2002 : Brown Sugar de Rick Famuyiwa
- 2002 : Chewing-gum et Cornemuse de Bix Skahill
- 2002 : Le Règne du feu de Rob Bowman
- 2002 : Jason X de James Isaac
- 2002 : Immortels de Jay Russell
- 2002 : Le 51e État de Ronny Yu
- 2002 : Simone d'Andrew Niccol
- 2002 : Returner de Takashi Yamazaki
- 2002 : ESPN's Ultimate X : Le film de Bruce Hendricks (film documentaire)
- 2002 : La Princesse au petit pois de Marc Swan
- 2002 : Huit Nuits folles d'Adam Sandler de Seth Kearsley
- 2002 : Kermit, les années têtard de David Gumpel
- 2002 : Lilo et Stitch de Dean DeBlois et Chris Sanders
- 2002 : Tom et Jerry et l'Anneau magique de James Tim Walker
- 2002 : Les Héros Pokémon de Kunihiko Yuyama
- 2002 : Les contes de Noël de Charlie Brown de Larry Leichliter
- 2002 : Mickey, le club des méchants de Jamie Mitchell
- 2002 : La Légende de Tarzan et Jane de Victor Cook et Steve Loter
- 2002 : Le Bossu de Notre-Dame 2 de Bradley Raymond
- 2002 : Peter Pan 2 : Retour au Pays imaginaire de Robin Budd
- 2002 : Cadet Kelly de Larry Shaw
- 2002 : Opération Walker de Maggie Greenwald
- 2002 : Crimes et Pouvoir de Carl Franklin
- 2003 : Pur Sang, la légende de Seabiscuit de Gary Ross
- 2003 : Underworld de Len Wiseman
- 2003 : 8 jours et 8 nuits à Cancun de Rick de Oliveira
- 2003 : X-Men 2 de Bryan Singer
- 2003 : Destination finale 2 de David Richard Ellis
- 2003 : Phone Game de Joel Schumacher[réf. souhaitée]
- 2003 : Bruce tout-puissant de Tom Shadyac
- 2003 : Freddy contre Jason de Ronny Yu
- 2003 : Leprechaun 6 : Le Retour de Steven Ayromlooi
- 2003 : Pirates des Caraïbes : La Malédiction du Black Pearl de Gore Verbinski
- 2003 : Lizzie McGuire, le film de Jim Fall
- 2003 : Open Range de Kevin Costner
- 2003 : Le Purificateur de Brian Helgeland
- 2003 : La Secrétaire de Steven Shainberg
- 2003 : L'Amour sans préavis de Marc Lawrence
- 2003 : Le Monde de Nemo d'Andrew Stanton et Lee Unkrich
- 2003 : Sinbad : La Légende des sept mers de Tim Johnson et Patrick Gilmore
- 2003 : Animatrix
- 2003 : Il était une fois au Mexique... Desperado 2 de Robert Rodriguez
- 2003 : Frère des Ours d'Aaron Blaise et Robert Walker
- 2003 : Les Looney Tunes passent à l'action de Joe Dante
- 2003 : Veronica Guerin de Joel Schumacher
- 2003 : Le Seigneur des anneaux : Le Retour du roi de Peter Jackson
- 2003 : Paycheck de John Woo
- 2003 : 11:14 de Greg Marcks[37]
- 2003 : La Gorge du diable de Mike Figgis
- 2003 : Cypher de Vincenzo Natali
- 2003 : Company de Robert Altman
- 2003 : Attraction fatale de Matthew Parkhill
- 2003 : Destination finale 2 de David Richard Ellis
- 2003 : Shanghai Kid 2 de David Dobkin
- 2003 : Bye Bye Love de Peyton Reed
- 2003 : Marci X de Richard Benjamin
- 2003 : Out of Time de Carl Franklin
- 2003 : Escale imprévue de Michael Lange
- 2003 : Le Dernier Samouraï d'Edward Zwick
- 2003 : City of Ghosts de Matt Dillon
- 2003 : Le Médaillon de Gordon Chan
- 2003 : Escrocs de Sam Weisman
- 2003 : In the Cut de Jane Campion
- 2003 : Treize à la douzaine de Shawn Levy
- 2003 : Laurier blanc de Peter Kosminsky
- 2003 : Le Chat chapeauté de Bo Welch
- 2003 : Elfe de Jon Favreau
- 2003 : Dumb and Dumberer : Quand Harry rencontra Lloyd de Troy Miller
- 2003 : Inspecteur Gadget 2 d'Alex Zamm
- 2003 : George de la jungle 2 de David Grossman
- 2003 : Batman : La Mystérieuse Batwoman de Curt Geda
- 2003 : Un chien pour Noël, Charlie Brown de Bill Melendez et Larry Leichliter
- 2003 : Le Petit Dinosaure : Les Longs-Cous et le Cercle de lumière de Charles Grosvenor
- 2003 : Stitch ! Le film de Tony Craig et Roberts Gannaway
- 2003 : Le Livre de la jungle 2 de Steve Trenbirth
- 2003 : Les 101 Dalmatiens 2 de Jim Kammerud et Brian Smith
- 2003 : Les Énigmes de l'Atlantide de Victor Cook, Toby Shelton et Tad Stones
- 2003 : Face ou Pile de Paul Hoen
- 2003 : Une équipe de chefs de Paul Hoen
- 2003 : Les Cheetah Girls d'Oz Scott
- 2003 : À nous de jouer de Stuart Gillard
- 2003 : Kim Possible : La Clé du temps de Steve Loter
- 2003 : Tokyo Godfathers de Satoshi Kon
- 2003 : Les 3 Mages d'Antonio Navarro
- 2003 : Face à son destin de Don McBrearty
- 2003 : Hope Springs de Mark Herman
- 2003 : Bionicle : Le Masque de lumière de Terry Shakespeare et David Molina
- 2003 : La blonde contre-attaque de Charles Herman-Wurmfeld
- 2003 : Confidence de James Foley
- 2004 : Le Tour du monde en quatre-vingts jours de Frank Coraci
- 2004 : Les Désastreuses Aventures des orphelins Baudelaire de Brad Silberling
- 2004 : Alien vs. Predator de Paul W. S. Anderson
- 2004 : Cellular de David R. Ellis
- 2004 : Alamo de John Lee Hancock
- 2004 : Alexandre d'Oliver Stone
- 2004 : Scooby-Doo 2 : Les monstres se déchaînent de Raja Gosnell
- 2004 : Le Vol du Phœnix de John Moore
- 2004 : L'Effet papillon d'Eric Bress et J. Mackye Gruber
- 2004 : Le Château ambulant d'Hayao Miyazaki
- 2004 : Shrek 2 d'Andrew Adamson, Kelly Asbury et Conrad Vernon
- 2004 : La ferme se rebelle de Will Finn et John Sanford
- 2004 : N'oublie jamais de Nick Cassavetes
- 2004 : Ladykillers de Joel et Ethan Coen
- 2004 : A Dirty Shame de John Waters
- 2004 : Birth de Jonathan Glazer
- 2004 : Lost in Translation de Sofia Coppola
- 2004 : Le Village de M. Night Shyamalan
- 2004 : Benjamin Gates et le Trésor des Templiers de Jon Turteltaub
- 2004 : Mon beau-père, mes parents et moi de Jay Roach
- 2004 : Saw de James Wan
- 2004 : Deux Frères de Jean-Jacques Annaud
- 2004 : La Plus Belle Victoire de Richard Loncraine
- 2004 : Barbershop 2 de Kevin Rodney Sullivan
- 2004 : Alexandre d'Oliver Stone
- 2004 : Resident Evil: Apocalypse d'Alexander Witt
- 2004 : The Grudge de Takashi Shimizu
- 2004 : Mar adentro d'Alejandro Amenábar
- 2004 : Rendez-vous avec une star de Robert Luketic
- 2004 : Gang de requins d'Éric Bergeron, Vicky Jenson et Rob Letterman
- 2004 : Saw de James Wan
- 2004 : Les Indestructibles de Brad Bird
- 2004 : Bienvenue à Mooseport de Donald Petrie
- 2004 : Le Roi Arthur d'Antoine Fuqua
- 2004 : Rochester, le dernier des libertins de Laurence Dunmore
- 2004 : Autoroute Racer de Michael Keusch
- 2004 : L'Armée des morts de Zack Snyder
- 2004 : J'adore Huckabees de David O. Russell
- 2004 : Ghost in the Shell 2: Innocence de Mamoru Oshii
- 2004 : Elektra de Rob Bowman
- 2004 : Le singe funky de Harry Basil
- 2004 : Tolérance Zéro de Kevin Bray
- 2004 : Miracle de Gavin O'Connor
- 2004 : Sexcrimes 2 de Jack Perez
- 2004 : Ivresse et Conséquences de Chris Koch
- 2004 : Les Ex de mon mec de Nick Hurran
- 2004 : Instincts meurtriers de Philip Kaufman
- 2004 : Infernal Affairs d'Andrew Lau et Alan Mak
- 2004 : Monster de Patty Jenkins
- 2004 : She Hate Me de Spike Lee
- 2004 : La Jeune Fille à la perle de Peter Webber
- 2004 : Coup de foudre à Bollywood de Gurinder Chadha
- 2004 : Rupture mode d'emploi de Daniel Taplitz
- 2004 : Wonderland de James Cox
- 2004 : Ike. Opération Overlord de Robert Harmon
- 2004 : Shall We Dance? de Peter Chelsom
- 2004 : Man on Fire de Tony Scott
- 2004 : Starsky et Hutch de Todd Phillips
- 2004 : Massacre à la tronçonneuse de Marcus Nispel
- 2004 : Blade: Trinity de David S. Goyer
- 2004 : Garfield de Peter Hewitt
- 2004 : Pinocchio le robot de Daniel Robichaud
- 2004 : Le Monde Fabuleux de Gaya de Lenard F. Krawinkel et Holger Tappe
- 2004 : Kangourou Jack : Bonjour l'Amérique ! de Ron Myrick et Jeffrey Gatrall
- 2004 : Le Roi Lion 3 de Bradley Raymond
- 2004 : Les Aventures de Petit Gourou de Saul Andrew Blinkoff et Elliot M. Bour
- 2004 : Mickey, Donald, Dingo : Les Trois Mousquetaires de Dovonan Cook
- 2004 : Mulan 2 de Darrell Rooney et Lynne Southerland
- 2004 : Les Sorcières d'Halloween 3 de Mark Dippé
- 2004 : Le Triomphe de Jace de Stuart Gillard
- 2004 : Un mariage de princesse de Gary Marshall
- 2004 : Mickey, il était deux fois Noël de Matthew O'Callaghan et Theresa Cullen
- 2004 : Bionicle 2 : Les Légendes de Metru Nui de Terry Shakespeare et David Molina
- 2004 : De-Lovely de Irwin Winkler
- 2004 : Highwaymen : La Poursuite infernale de Robert Harmon
- 2005 : Sahara de Breck Eisner
- 2005 : Red Eye : Sous haute pression de Wes Craven
- 2005 : Be Cool de F. Gary Gray
- 2005 : Sept Ans de séduction de Nigel Cole
- 2005 : Dérapage de Mikael Hafström
- 2005 : Saw 2 de Darren Lynn Bousman
- 2005 : Kingdom of Heaven de Ridley Scott
- 2005 : H2G2 : Le Guide du voyageur galactique de Garth Jennings
- 2005 : Mr. et Mrs. Smith de Doug Liman
- 2005 : Les Berkman se séparent de Noah Baumbach
- 2005 : Esprit de famille de Thomas Bezucha
- 2005 : A History of Violence de David Cronenberg
- 2005 : L'Interprète de Sydney Pollack
- 2005 : The Island de Michael Bay
- 2005 : Baby-Sittor d'Adam Shankman
- 2005 : Amityville d'Andrew Douglas
- 2005 : Les Noces funèbres de Tim Burton et Mike Johnson
- 2005 : Final Fantasy VII Advent Children de Tetsuya Nomura
- 2005 : Madagascar d'Eric Darnell et Tom McGrath
- 2005 : Le Cercle 2 d'Hideo Nakata
- 2005 : Star Wars, épisode III : La Revanche des Sith de George Lucas
- 2005 : Les Frères Grimm de Terry Gilliam
- 2005 : Basket Academy de Steve Carr
- 2005 : Sin City de Robert Rodriguez et Frank Miller
- 2005 : Wallace et Gromit : Le Mystère du lapin-garou de Nick Park et Steve Box
- 2005 : 7 secondes de Simon Fellows
- 2005 : De l'ombre à la lumière de Ron Howard
- 2005 : Chicken Little de Mark Dindal
- 2005 : Miss FBI : Divinement armée de John Pasquin
- 2005 : Le Monde de Narnia : Le Lion, la Sorcière blanche et l'Armoire magique d'Andrew Adamson
- 2005 : Romanzo criminale de Michele Placido
- 2005 : Mirrormask de Dave McKean
- 2005 : Coup d'éclat de Brett Ratner
- 2005 : Edison de David J. Burke
- 2005 : The Matador de Richard Shepard
- 2005 : Assaut sur le central 13 de Jean-François Richet
- 2005 : La Vie d'une mère de Don McBrearty
- 2005 : The Constant Gardener de Fernando Meirelles
- 2005 : Le Sang du diamant de William Tannen
- 2005 : Collision de Paul Haggis
- 2005 : Bats, l'invasion des chauves-souris d'Eric Bross
- 2005 : Urban Legend 3 de Mary Lambert
- 2005 : Le Jeu des damnés de David Winkler
- 2005 : Serial noceurs de David Dobkin
- 2005 : Présentateur vedette : La Légende de Ron Burgundy d'Adam Mckay
- 2005 : New Police Story de Benny Chan
- 2005 : Dark Water de Walter Salles
- 2005 : Garde rapprochée de Stephen Herek
- 2005 : Sa mère ou moi ! de Robert Luketic
- 2005 : Otage de Florent-Emilio Siri
- 2005 : Terrain d'entente de Peter et Bobby Farrelly
- 2005 : Final Cut d'Omar Naim
- 2005 : Mi-temps au mitard de Peter Segal
- 2005 : Et si c'était vrai... de Mark Waters
- 2005 : Hôtel Rwanda de Terry George
- 2005 : Otage de Florent-Emilio Siri
- 2005 : Treize à la douzaine 2 d'Adam Shankman
- 2005 : Les Quatre Fantastiques de Tim Story
- 2005 : Le Fils du Mask de Lawrence Guterman
- 2005 : Zig Zag, l'étalon zébré de Frederik Du Chau
- 2005 : Robots de Chris Wedge et Carlos Saldanha
- 2005 : Vaillant, pigeon de combat ! de Gary Chapman
- 2005 : Tom et Jerry : Destination Mars de Bill Kopp
- 2005 : Tom et Jerry : La Course de l'année de Bill Kopp
- 2005 : Aloha, Scooby-Doo ! de Tim Maltby
- 2005 : Scooby-Doo au pays des pharaons de Joe Sichta
- 2005 : Batman contre Dracula de Michael Goguen
- 2005 : Le Petit Dinosaure : L'Invasion des Minisaurus de Charles Grosvenor
- 2005 : Kuzco 2 de Saul Andrew Blinkoff et Elliot M. Bour
- 2005 : Tarzan 2 de Brian Smith
- 2005 : Winnie l'ourson et l'Éfélant de Frank Nissen
- 2005 : Lilo et Stitch 2 de Michael LaBash et Anthony Leondis
- 2005 : Cool Attitude, le film de Bruce W. Smith
- 2005 : La Coccinelle revient d'Angela Robinson
- 2005 : Le Magicien d'Oz des Muppets de Kirk R. Thatcher
- 2005 : Figure libre de Francine McDougall
- 2005 : Calvin et Tyco de Charles Haid
- 2005 : Des amours de sœurcières de Stuart Gillard
- 2005 : L'étoile de Laura de Piet De Rycker et Thilo Graf Rothkirch
- 2005 : Bionicle 3 : La Menace de l'ombre de Terry Shakespeare et David Molina
- 2006 : Jugez-moi coupable de Sidney Lumet
- 2006 : Scary Movie 4 de David Zucker
- 2006 : High School Musical : Premiers pas sur scène de Kenny Ortega
- 2006 : La Malédiction de John Moore
- 2006 : Underworld 2 : Evolution de Len Wiseman
- 2006 : Destination finale 3 de James Wong
- 2006 : Big Mamma 2 de John Whitesell
- 2006 : Ô Jérusalem d'Élie Chouraqui
- 2006 : The Wild de Steve Williams
- 2006 : X-Men : L'Affrontement final de Brett Ratner
- 2006 : Pirates des Caraïbes : Le Secret du coffre maudit de Gore Verbinski
- 2006 : L'Élève de Beethoven d'Agnieszka Holland
- 2006 : Blood Diamond d'Edward Zwick
- 2006 : Cars de John Lasseter
- 2006 : Bambi 2 de Brian Pimental
- 2006 : La colline a des yeux d'Alexandre Aja
- 2006 : Paprika de Satoshi Kon
- 2006 : Nos voisins, les hommes  de Tim Johnson et Karey Kirkpatrick
- 2006 : Les Contes de Terremer de Gorō Miyazaki
- 2006 : Astérix et les Vikings de Stefan Fjeldmark et Jesper Møller
- 2006 : Silent Hill de Christophe Gans
- 2006 : Superman Returns de Bryan Singer
- 2006 : Borat, leçons culturelles sur l'Amérique au profit glorieuse nation Kazakhstan de Larry Charles
- 2006 : Adieu Cuba d'Andy García
- 2006 : Black Book de Paul Verhoeven
- 2006 : Hollow Man 2 de Claudio Fäh (en)
- 2006 : The Grudge 2 de Takashi Shimizu
- 2006 : Eragon de Stefen Fangmeier
- 2006 : Saw 3 de Darren Lynn Bousman
- 2006 : 2h37 de Murali K. Thalluri
- 2006 : L'Âge de glace 2 de Carlos Saldanha
- 2006 : Babel d'Alejandro González Iñárritu
- 2006 : La Nuit au musée de Shawn Levy
- 2006 : Lucky Girl de Donald Petrie
- 2006 : Déjà vu de Tony Scott
- 2006 : Souris City de David Bowers et Sam Fell
- 2006 : Confetti de Debbie Isitt
- 2006 : Bonjour sœur, au revoir la vie de Steven Robman
- 2006 : Facing The Giants d'Alex Kendrick
- 2006 : Les derniers jours de Pinochet de Richard Curson Smith
- 2006 : L'Enquête sacrée de Giulio Base
- 2006 : L'Expert de Hong Kong de Benny Chan
- 2006 : Volver de Pedro Almodóvar
- 2006 : Aquamarine d'Elizabeth Allen
- 2006 : Antartica, prisonniers du froid de Frank Marshall
- 2006 : Lord of War d'Andrew Niccol
- 2006 : Ma super ex de Ivan Reitman
- 2006 : Souviens-toi... l'été dernier 3 de Sylvain White
- 2006 : Le Dernier Roi d'Écosse de Kevin Macdonald
- 2006 : Idiocracy de Mike Judge
- 2006 : Magic Baskets 2 de David Nelson
- 2006 : Fog de Rupert Wainwright
- 2006 : Madame Henderson présente de Stephen Frears
- 2006 : Flicka de Michael Mayer
- 2006 : The Queen de Stephen Frears
- 2006 : Admis à tout prix de Steve Pink
- 2006 : Rent de Chris Columbus
- 2006 : Petites Confidences (à ma psy) de Ben Younger
- 2006 : Le Boss de Les Mayfield
- 2006 : Love Song de Shainee Gabel
- 2006 : 16 Blocs de Richard Donner
- 2006 : Hard Candy de David Slade
- 2006 : Fido d'Andrew Currie
- 2006 : Faussaire de Lasse Hallström
- 2006 : Tristan et Yseult de Kevin Reynolds
- 2006 : Nanny McPhee de Kirk Jones
- 2006 : La Panthère rose de Shawn Levy
- 2006 : Garfield 2 de Tim Hill
- 2006 : Re-Animated de Bruce Hurwit
- 2006 : Doogal de Jean Duval, Dave Borthwick et Frank Passingham
- 2006 : Tom et Jerry et la Chasse au trésor de Scott Jeralds
- 2006 : Le Noël des Looney Tunes de Charles Visser
- 2006 : Scooby-Doo et le Triangle des Bermudes de Chuck Sheetz
- 2006 : Superman: Brainiac Attacks de Curt Geda
- 2006 : Rox et Rouky 2 de Jim Kammerud
- 2006 : Frère des ours 2 de Ben Gluck
- 2006 : Leroy et Stitch de Tony Craig et Roberts Gannaway
- 2006 : Georges le petit curieux de Matthew O'Callaghan
- 2006 : Les Sorcières d'Halloween 4 de David S. Jackson
- 2006 : Les Sœurs Callum de Francine McDougall
- 2006 : Les Cheetah Girls 2 de Kenny Ortega
- 2006 : Le Journal de Jaimie de Paul Hoen
- 2006 : Wendy Wu de John Laing
- 2006 : Amer Béton de Michael Arias
- 2006 : John Tucker doit mourir de Betty Thomas
- 2006 : Hooligans de Lexi Alexander
- 2007 : La colline a des yeux 2 de Martin Weisz
- 2007 : Au-delà de l'illusion de Gillian Armstrong
- 2007 : Jump in! de Paul Hoen
- 2007 : 28 Semaines plus tard de Juan Carlos Fresnadillo
- 2007 : Le Nombre 23 de Joel Schumacher
- 2007 : Sunshine de Danny Boyle
- 2007 : À la croisée des mondes : La Boussole d'or de Chris Weitz
- 2007 : À vif de Neil Jordan
- 2007 : Into the Wild de Sean Penn
- 2007 : Bande de sauvages de Walt Becker
- 2007 : Sweeney Todd : Le Diabolique Barbier de Fleet Street de Tim Burton
- 2007 : Jane de Julian Jarrold
- 2007 : Frère Noël de David Dobkin
- 2007 : Alvin et les Chipmunks de Tim Hill
- 2007 : Invasion d'Oliver Hirschbiegel
- 2007 : Massacre à la tronçonneuse : Le Commencement de Jonathan Liebesman
- 2007 : Aliens vs. Predator: Requiem de Greg et Colin Strause
- 2007 : Benjamin Gates et le livre des secrets de Jon Turteltaub
- 2007 : Saw 4 de Darren Lynn Bousman
- 2007 : Shrek le troisième de Chris Miller et Raman Hui
- 2007 : Ratatouille de Brad Bird
- 2007 : Ghost Rider de Mark Steven Johnson
- 2007 : Pirates des Caraïbes : Jusqu'au bout du monde de Gore Verbinski
- 2007 : Lions et Agneaux de Robert Redford
- 2007 : Die Hard 4 : Retour en enfer de Len Wiseman
- 2007 : Resident Evil: Extinction de Russell Mulcahy
- 2007 : Big Movie de Jason Friedberg d'Aaron Seltzer
- 2007 : Bienvenue chez les Robinson de Stephen J. Anderson
- 2007 : Bee Movie : Drôle d'abeille de Steve Hickner et Simon J. Smith
- 2007 : Appleseed Ex Machina de Shinji Aramaki
- 2007[38] : Evangelion: 1.0 You Are (Not) Alone de Masayuki et Kazuya Tsurumaki (en)
- 2007 : L'Amour aux temps du choléra de Mike Newell
- 2007 : Aliens vs. Predator : Requiem de Greg et Colin Strause
- 2007 : Dessine-moi une famille de Tony Bill
- 2007 : Delta Farce de C. B. Harding
- 2007 : Mr. Woodcock de Craig Gillespie et David Dobkin
- 2007 : Walk Hard: The Dewey Cox Story de Jake Kasdan
- 2007 : La Faille de Gregory Hoblit
- 2007 : Hitcher de Dave Meyers
- 2007 : 88 Minutes de Jon Avnet
- 2007 : Lake Placid 2 de David Flores
- 2007 : Rush Hour 3 de Brett Ratner
- 2007 : Le gang des champions 3 de William Dear
- 2007 : Seraphim Falls de David Von Acken
- 2007 : Michael Clayton de Tony Gilroy
- 2007 : On arrête quand ? de Steve Carr
- 2007 : La Revanche des losers de Dennis Dugan
- 2007 : Hairspray d'Adam Shankman
- 2007 : The Lookout de Scott Frank
- 2007 : The Invisible de David S. Goyer
- 2007 : PS I Love You de Richard LaGravenese
- 2007 : Hollywoodland d'Allen Coulter
- 2007 : L'Homme sans âge de Francis Ford Coppola
- 2007 : La Faille de Gregory Hoblit
- 2007 : Bad Times de David Ayer
- 2007 : Whisper de Stewart Hendler
- 2007 : Alpha Dog de Nick Cassavetes
- 2007 : Rocky Balboa de Sylvester Stallone
- 2007 : Mise à prix de Joe Carnahan
- 2007 : Ricky Bobby : Roi du circuit d'Adam Mckay
- 2007 : L'École de tous les talents de Sandra Goldbacher
- 2007 : Hot Fuzz d'Edgar Wright
- 2007 : Reviens-moi de Joe Wright
- 2007 : This Christmas de Preston J. Whitmore
- 2007 : Gone Baby Gone de Ben Affleck
- 2007 : Les Quatre Fantastiques et le Surfer d'argent de Tim Story
- 2007 : Les Vacances de Mr Bean de Steve Bendelack
- 2007 : Superman : Le Crépuscule d'un dieu de Lauren Montgomery, Bruce Timm et Brandon Vietti
- 2007 : Scooby-Doo : Du sang froid de Joe Sichta
- 2007 : Tom et Jerry casse-noisettes de Spike Brandt et Tony Cervone
- 2007 : Les Simpson, le film de David Silverman
- 2007 : Il était une fois de Kevin Lima et Lisa Keene
- 2007 : Johnny Kapahala d'Eric Bross
- 2007 : High School Musical 2 de Kenny Ortega
- 2007 : Des amours de sœurcières 2 de Stuart Gillard
- 2007 : Tous à l'Ouest d'Olivier Jean-Marie
- 2007 : Le Sortilège de Cendrillon de Frank Nissen
- 2007 : Disney Princesses-Les histoires merveilleuses : Vis tes rêves de David Block
- 2007 : Mes amis Tigrou et Winnie : Un Noël de super détectives de David Hartman et Don Mackinnon
- 2007 : Les Dix Commandements d'Ed Naha
- 2007 : Hollywoodland de Allen Coulter
- 2008 : Jumper de Doug Liman
- 2008 : Horton de Jimmy Hayward et Steve Martino
- 2008 : Babylon A.D. de Mathieu Kassovitz
- 2008 : X-Files : Régénération de Chris Carter
- 2008 : Saw 5 de David Hackl
- 2008 : Mensonges d'État de Ridley Scott
- 2008 : Gran Torino de Clint Eastwood
- 2008 : Iron Man de Jon Favreau
- 2008 : WALL-E d'Andrew Stanton
- 2008 : Ponyo sur la falaise d'Hayao Miyazaki
- 2008 : Star Wars: The Clone Wars de Dave Filoni
- 2008 : La Loi et l'Ordre de Jon Avnet
- 2008 : 27 Robes d'Anne Fletcher
- 2008 : Madagascar 2 d'Eric Darnell et Tom McGrath
- 2008 : Max Payne de John Moore
- 2008 : Twilight, chapitre I : Fascination de Catherine Hardwicke
- 2008 : Australia de Baz Luhrmann
- 2008 : L'Incroyable Hulk de Louis Leterrier
- 2008 : Au bout de la nuit de David Ayer
- 2008 : Voyage au centre de la Terre d'Eric Brevig
- 2008 : Speed Racer des Wachowski
- 2008 : Les Frères Solomon de Bob Odenkirk
- 2008 : Cours toujours Dennis de David Schwimmer
- 2008 : Juno de Jason Reitman
- 2008 : The Duchess de Saul Dibb
- 2008 : Wild Child de Nick Moore
- 2008 : Braquage à l'anglaise de Roger Donaldson
- 2008 : Jeu fatal de Roel Reiné
- 2008 : Félon de Ric Roman Waugh
- 2008 : Appaloosa d'Ed Harris
- 2008 : Semi-pro de Kent Alterman
- 2008 : Phénomènes de M. Night Shyamalan
- 2008 : Harold et Kumar s'évadent de Guantanamo de Jon Hurwitz et Hayden Schlossberg
- 2008 : Flirt à Hawaï de Mikael Salomon
- 2008 : À bord du darjeeling limited de Wes Anderson
- 2008 : Le Secret de la Petite Sirène de Peggy Holmes
- 2008 : Les Rebelles de la forêt 2 de Matthew O'Callaghan et Todd Wilderman
- 2008 : Camp Rock de Matthew Diamond
- 2008 : High School Musical 3 : Nos années lycée de Kenny Ortega
- 2008 : Les Cheetah Girls : Un monde unique de Paul Hoen
- 2008 : Histoires enchantées d'Adam Shankman
- 2008 : Minutemen : Les Justiciers du temps de Lev L. Spiro
- 2008 : Batman : Contes de Gotham
- 2008 : La Ligue des justiciers : Nouvelle Frontière de Dave Bullock
- 2008 : Scooby-Doo et la Créature des ténèbres de Joe Sichta
- 2008 : Kung Fu Panda de Mark Osborne et John Stevenson
- 2008 : La Fée Clochette de Bradley Raymond
- 2008 : Les Chimpanzés de l'espace de Kirk de Micco
- 2008 : Winx Club : Le Secret du royaume perdu d'Iginio Straffi
- 2008 : Vicky Cristina Barcelona de Woody Allen
- 2008 : Volt, star malgré lui de Byron Howard et Chris Williams
- 2008 : Docteur Dolittle 4 de Craig Shapiro
- 2008 : Le Monde de Narnia : Le Prince Caspian d'Andrew Adamson
- 2008 : Yes Man de Peyton Reed
- 2008 : RocknRolla de Guy Ritchie
- 2008 : John Rambo de Sylvester Stallone
- 2008 : Billy & Mandy et le Super Poing de Maxwell Atoms
- 2008 : Bataille à Seattle de Stuart Townsend
- 2008 : Spike de David Alaux et Éric Tosti
- 2009 : Harvey Milk de Gus Van Sant
- 2009 : Max et les Maximonstres de Spike Jonze
- 2009 : L'Imaginarium du docteur Parnassus de Terry Gilliam
- 2009 : X-Men Origins: Wolverine de Gavin Hood
- 2009 : Good Morning England de Richard Curtis
- 2009 : Dragonball Evolution de James Wong
- 2009 : Les Cavaliers de l'Apocalypse de Jonas Åkerlund
- 2009 : Adventureland : Un job d'été à éviter de Greg Mottola
- 2009 : Le Drôle de Noël de Scrooge de Robert Zemeckis
- 2009 : Underworld 3 : Le Soulèvement des Lycans de Patrick Tatopoulos
- 2009 : Jusqu'en enfer de Sam Raimi
- 2009 : La Princesse et la Grenouille de Ron Clements et John Musker
- 2009 : Saw 6 de Kevin Greutert
- 2009 : Invictus de Clint Eastwood
- 2009 : Middle Men de George Gallo
- 2009 : Nine de Rob Marshall
- 2009 : Alvin et les Chipmunks 2 de Mike Mitchell
- 2009 : Prédictions d'Alex Proyas
- 2009 : Very Bad Trip de Todd Phillips
- 2009 : Millénium de Daniel Alfredson
- 2009 : (500) jours ensemble de Marc Webb
- 2009 : Meilleures Ennemies de Gary Winick
- 2009 : La Nuit au musée 2 de Shawn Levy
- 2009 : Destination finale 4 de David Richard Ellis
- 2009 : L'Âge de glace 3 : Le Temps des dinosaures de Carlos Saldanha
- 2009 : Là-haut de Pete Docter
- 2009 : Clochette et la Pierre de lune de Klay Hall
- 2009 : Jennifer's Body de Karyn Kusama
- 2009 : Twilight, chapitre II : Tentation de Chris Weitz
- 2009[38] : Evangelion: 2.0 You Can (Not) Advance de Masayuki et Kazuya Tsurumaki (en)
- 2009 : Avatar de James Cameron
- 2009 : Bliss de Drew Barrymore
- 2009 : Les Immortels de la nuit de Griff Furst
- 2009 : The Cell 2 de Tim Iacofano
- 2009 : 12 Rounds de Renny Harlin
- 2009 : Instinct de survie de Luiso Berdejo
- 2009 : Traqués de John Polson
- 2009 : Cracks de Jordan Scott
- 2009 : Chéri de Stephen Frears
- 2009 : Des mains en or de Thomas Carter
- 2009 : La Route de John Hillcoat
- 2009 : Le Fiancé idéal de Julio DePietro
- 2009 : Obsessed de David Loughery
- 2009 : Lili la petite sorcière, le Dragon et le Livre magique de Stefan Ruzowitzky
- 2009 : Fantastic Mr. Fox de Wes Anderson
- 2009 : Planète 51 de Jorge Blanco
- 2009 : Il était une fois Blanche Neige, 1 pomme, 3 petits cochons, 7 nains de Steven E. Gordon et Boyd Kirkland
- 2009 : Battle for Terra d'Aristomenis Tsirbas
- 2009 : Numéro 9 de Shane Acker
- 2009 : Scooby-Doo : Le mystère commence de Brian Levant
- 2009 : Scooby-Doo et le Sabre du samouraï de Joe Sichta
- 2009 : Wonder Woman de Lauren Montgomery
- 2009 : Superman/Batman : Ennemis publics de Sam Liu
- 2009 : Green Lantern : Le Complot de Lauren Montgomery
- 2009 : Tigrou et Winnie, la comédie musicale de David Hartman et Don Mackinnon
- 2009 : Hannah Montana, le film de Peter Chelsom
- 2009 : SOS Daddy de Paul Hoen
- 2009 : Princess Protection Program d'Allison Liddi
- 2009 : Un costume pour deux de Stuart Gillard
- 2009 : Skyrunners : L'Odyssée des Frères Burs de Ralph Hemecker
- 2009 : Lutins d'élite, mission Noël de Kevin Deters et Stevie Wermers-Skelton
- 2009 : Relidicule de Larry Charles
- 2009 : Ce que pensent les hommes de Ken Kwapis
- 2009 : Les Passagers de Rodrigo García
- 2009 : 17 ans encore de Burr Steers
- 2009 : Hanté par ses ex de Mark Waters
- 2009 : Girlfriend Experience de Steven Soderberg
- 2009 : Soie de François Girard
- 2009 : Midnight Meat Train de Ryūhei Kitamura
- 2009 : Victoria : Les Jeunes Années d'une reine de Jean-Marc Vallée
- 2009 : La Copine de mon meilleur ami de Howard Deutch
- 2009 : Fame de Kevin Tancharoen
- 2009 : Je suis heureux que ma mère soit vivante de Claude Miller et Nathan Miller

#### Années 2010
- 2010 : Le Choc des Titans de Louis Leterrier
- 2010 : Crazy Night de Shawn Levy
- 2010 : Alice au pays des merveilles de Tim Burton
- 2010 : Le Livre d'Eli d'Albert et Allen Hughes
- 2010 : La Double Vie de Samantha d'Eric Laneuville
- 2010 : Kick-Ass de Matthew Vaughn
- 2010 : Millénium 2 : La Fille qui rêvait d'un bidon d'essence et d'une allumette de Daniel Alfredson
- 2010 : Millénium 3 : La Reine dans le palais des courants d'air de Daniel Alfredson
- 2010 : Les Voyages de Gulliver de Rob Letterman
- 2010 : Amelia de Mira Nair
- 2010 : Iron Man 2 de Jon Favreau
- 2010 : 50/50 de Jonathan Levine
- 2010 : Buried de Rodrigo Cortés
- 2010 : Valentine's Day de Garry Marshall
- 2010 : Au-delà de Clint Eastwood
- 2010 : L'Apprenti sorcier de Jon Turteltaub
- 2010 : Hors de contrôle de Martin Campbell
- 2010 : Prince of Persia : Les Sables du Temps de Mike Newell
- 2010 : Mords-moi sans hésitation d'Aaron Seltzer
- 2010 : Conviction de Tony Goldwyn
- 2010 : Le Voyage extraordinaire de Samy de Ben Stassen
- 2010 : Expendables : Unité spéciale de Sylvester Stallone
- 2010 : Date limite de Todd Phillips
- 2010 : Benvenuti al Sud de Luca Miniero
- 2010 : Comme chiens et chats : La Revanche de Kitty Galore de Brad Peyton
- 2010 : Nanny McPhee et le Big Bang de Susanna White
- 2010 : The Tourist de Florian Henckel von Donnersmarck
- 2010 : Percy Jackson : Le Voleur de foudre de Chris Columbus
- 2010 : Twilight, chapitre III : Hésitation de David Slade
- 2010 : All About Steve de Phil Traill
- 2010 : Mother's Day de Darren Lynn Bousman
- 2010 : Trust de David Schwimmer
- 2010 : Night and Day de James Mangold
- 2010 : Clochette et l'Expédition féerique de Bradley Raymond
- 2010 : Saw 3D : Chapitre final de Kevin Greutert
- 2010 : Le Royaume de Ga'hoole de Zack Snyder
- 2010 : Wolfman de Joe Johnston
- 2010 : Arrietty : Le Petit Monde des Chapardeurs de Hiromasa Yonebayashi
- 2010 : Shrek 4 : Il était une fin de Mike Mitchell
- 2010 : Toy Story 3 de Lee Unkrich
- 2010 : Red de Robert Schwentke
- 2010 : Resident Evil: Afterlife de Paul W. S. Anderson
- 2010 : Le Monde de Narnia : L'Odyssée du Passeur d'Aurore de Michael Apted
- 2010 : Wall Street : L'argent ne dort jamais d'Oliver Stone
- 2010 : Les demoiselles d'honneur s'en mêlent de James Hayman
- 2010 : Sex Addicts de Lawrence Trilling
- 2010 : Ceremony de Max Winkler
- 2010 : Lake Placid 3 de Griff Furst
- 2010 : New York, I Love You
- 2010 : Kung Fu Nanny de Brian Levant
- 2010 : Unstoppable de Tony Scott
- 2010 : L'Élite de Brooklyn d'Antoine Fuqua
- 2010 : Bright Star de Jane Campion
- 2010 : Ramona et Beezus d'Elizabeth Allen
- 2010 : Predators de Nimród Antal
- 2010 : Le Secret de Peacock de Michael Lander
- 2010 : Space Battleship de Takashi Yamazaki
- 2010 : Cher John de Lasse Hallström
- 2010 : Passion Play de Mitch Glazer
- 2010 : Africa United de Debs Paterson
- 2010 : Remember Me d'Allen Coulter
- 2010 : 13 de Gela Babluani
- 2010 : Meet Monica Velour de Keith Bearden
- 2010 : Daybreakers de Michael et Peter Spierig
- 2010 : Hatchi de Lasse Hallström
- 2010 : Raiponce de Byron Howard et Nathan Greno
- 2010 : Megamind de Tom McGrath
- 2010 : La forêt contre-attaque de Roger Kumble
- 2010 : Vic le Viking de Michael Herbig
- 2010 : Scooby-Doo et le Monstre du lac de Brian Levant
- 2010 : Yogi l'ours d'Eric Brevig
- 2010 : Les Rebelles de la forêt 3 de Cody Cameron
- 2010 : Les Chimpanzés de l'espace 2 de John H. Williams
- 2010 : Winx Club 3D : L'Aventure magique d'Iginio Straffi
- 2010 : Tom et Jerry : Élémentaire, mon cher Jerry de Spike Brandt et Tony Cervone
- 2010 : Batman et Red Hood : Sous le masque rouge de Brandon Vietti
- 2010 : Superman/Batman : Apocalypse de Lauren Montgomery
- 2010 : La Ligue des justiciers : Conflit sur les deux Terres de Sam Liu et Lauren Montgomery
- 2010 : Scooby-Doo : Abracadabra de Spike Brandt et Tony Cervone
- 2010 : Scooby-Doo : La Colonie de la peur d'Ethan Spaulding
- 2010 : Animaux et Cie de Holger Tappe et Reinhard Klooss
- 2010 : Alpha et Oméga d'Anthony Bell et Ben Gluck
- 2010 : Mes amis Tigrou et Winnie : Les Super doudous Super détectives
- 2010 : Starstruck : Rencontre avec une star de Michael Grossman
- 2010 : Bienvenue chez les scouts de Mark L. Taylor
- 2010 : Camp Rock 2 : Le Face à face de Paul Hoen
- 2010 : Avalon High : Un amour légendaire de Stuart Gillard
- 2011 : Black Swan de Darren Aronofsky
- 2011 : Winnie l'ourson de Stephen J. Anderson et Don Hall
- 2011 : Rio de Carlos Saldanha
- 2011 : La Colline aux coquelicots de Gorō Miyazaki
- 2011 : Alvin et les Chipmunks 3 de Betty Thomas
- 2011 : X-Men : Le Commencement de Matthew Vaughn
- 2011 : Sherlock Holmes : Jeu d'ombres de Guy Ritchie
- 2011 : Big Mamma : De père en fils de John Whitesell
- 2011 : Happy Feet 2 de George Miller
- 2011 : Margaret de Kenneth Lonergan
- 2011 : Pirates des Caraïbes : La Fontaine de Jouvence de Rob Marshall
- 2011 : Blitz d'Elliott Lester
- 2011 : La piel que habito de Pedro Almodóvar
- 2011 : Sucker Punch de Zack Snyder
- 2011 : Baby-sitter malgré lui de David Gordon Green
- 2011 : Les Immortels de Tarsem Singh
- 2011 : L'Incroyable Histoire de Winter le dauphin de Charles Martin Smith
- 2011 : Real Steel de Shawn Levy
- 2011 : Le Flingueur de Simon West
- 2011 : Source Code de Duncan Jones
- 2011 : Hesher de Spencer Susser
- 2011 : Le Sang des Templiers de Jonathan English
- 2011 : Happy New Year de Garry Marshall
- 2011 : La Couleur des sentiments de Tate Taylor
- 2011 : Rhum express de Bruce Robinson
- 2011 : Nouveau Départ de Cameron Crowe
- 2011 : La Locataire d'Antti Jokinen
- 2011 : Cheval de guerre de Steven Spielberg
- 2011 : Comment tuer son boss ? de Seth Gordon
- 2011 : Tron : L'Héritage de Joseph Kosinski
- 2011 : Au pays du sang et du miel d'Angelina Jolie
- 2011 : Le Complexe du castor de Jodie Foster
- 2011 : Or noir de Jean-Jacques Annaud
- 2011 : Le Pacte de Roger Donaldson
- 2011 : Fright Night de Craig Gillespie
- 2011 : Identité secrète de John Singleton
- 2011 : La Colline aux coquelicots de Gorō Miyazaki
- 2011 : De l'eau pour les éléphants de Francis Lawrence
- 2011 : Twixt de Francis Ford Coppola
- 2011 : La Planète des singes : Les Origines de Rupert Wyatt
- 2011 : Sans Identité de Jaume Collet-Serra
- 2011 : Very Bad Trip 2 de Todd Phillips
- 2011 : The Descendants d'Alexander Payne
- 2011 : Cars 2 de John Lasseter
- 2011 : Warrior de Gavin O'Connor
- 2011 : Time Out d'Andrew Niccol
- 2011 : Les Marches du pouvoir de George Clooney
- 2011 : J. Edgar de Clint Eastwood
- 2011 : Destination finale 5 de Steven Quale
- 2011 : Numéro Quatre de D. J. Caruso
- 2011 : Killer Elite de Gary McKendry
- 2011 : Killing Fields d'Ami Canaan Mann
- 2011 : Twilight, chapitre IV : Révélation, 1re partie de Bill Condon
- 2011 : Far Away : Les Soldats de l'espoir de Kang Je-gyu
- 2011 : Attack the Block de Joe Cornish
- 2011 : Bienvenue à Cedar Rapids de Miguel Arteta
- 2011 : Bon à tirer (BAT) de Bobby et Peter Farrelly
- 2011 : Rampart d'Oren Moverman
- 2011 : Choose de Marcus Graves
- 2011 : The Prodigies d'Antoine Charreyron
- 2011 : Hugo Cabret de Martin Scorsese
- 2011 : Conan de Marcus Nispel
- 2011 : American Hot'lidays de Phil Dornfeld
- 2011 : Le Pacte de Roger Donaldson
- 2011 : Frozen d'Adam Green
- 2011 : Shark 3D de David Richard Ellis
- 2011 : 50/50 de Jonathan Levine
- 2011 : Solitary Man de Brian Koppelman et David Levien
- 2011 : Crazy, Stupid, Love de Glenn Ficarra et John Requa
- 2011 : Monsieur Popper et ses pingouins de Mark Waters
- 2011 : Les Muppets, le retour de James Bobin
- 2011 : Un monstre à Paris de Bibo Bergeron
- 2011 : Kung Fu Panda 2 de Jennifer Yuh Nelson
- 2011 : Gnoméo et Juliette de Kelly Asbury
- 2011 : All-Star Superman de Dwayne McDuffie
- 2011 : Green Lantern : Les Chevaliers de l'Émeraude de Christopher Berkeley, Lauren Montgomery et Jay Oliva
- 2011 : Tom et Jerry et le Magicien d'Oz de Spike Brandt et Tony Cervone
- 2011 : Batman: Year One Sam Liu et Lauren Montgomery
- 2011 : Scooby-Doo : La Légende du Phantosaure d'Ethan Spaulding
- 2011 : Clochette et le Tournoi des fées de Bradley Raymond
- 2011 : Milo sur Mars de Simon Wells
- 2011 : Phinéas et Ferb, le film : Voyage dans la 2e dimension de Dan Povenmire et Robert F. Hughes
- 2011 : Zack et Cody, le film de Sean McNamara
- 2011 : La Fabulous Aventure de Sharpay de Michael Lembeck
- 2011 : Le Geek charmant de Jeffrey Hornaday
- 2011 : Lemonade Mouth de Patricia Riggen
- 2011 : Bonne chance Charlie, le film d'Arlene Sanford
- 2011 : Sous le charme du père Noël de Craig Pryce
- 2011 : L'Âge de glace : Un Noël de mammouths de Karen Disher
- 2011 : Les As de la jungle : Opération banquise de David Alaux et Éric Tosti
- 2012 : Le Territoire des loups de Joe Carnahan
- 2012 : Underworld : Nouvelle Ère de Måns Mårlind et Bjorn Stein
- 2012 : Anonymous de Roland Emmerich
- 2012 : Dos au mur d'Asger Leth
- 2012 : Rebelle de Mark Andrews et Brenda Chapman
- 2012 : Chronicle de Josh Trank
- 2012 : Conan de Marcus Nispel
- 2012 : Journal d'un dégonflé : Ça fait suer ! de David Bowers
- 2012 : Les Trois Corniauds de Peter et Bobby Farrelly
- 2012 : Resident Evil: Retribution de Paul W. S. Anderson
- 2012 : Clochette et le Secret des fées de Peggy Holmes et Bobs Gannaway
- 2012 : Sammy 2 de Ben Stassen
- 2012 : L'Âge de glace 4 : La Dérive des continents de Steve Martino et Mike Thurmeier
- 2012 : Ghost Rider 2 : L'Esprit de vengeance de Mark Neveldine et Brian Taylor
- 2012 : StreetDance 2 de Max Giwa et Dania Pasquini
- 2012 : Recherche Bad Boys désespérément de Julie Anne Robinson
- 2012 : Projet X de Nima Nourizadeh
- 2012 : Indian Palace de John Madden
- 2012 : The Secret de Pascal Laugier
- 2012 : Voisins du troisième type d'Akiva Schaffer
- 2012 : Blanche-Neige de Tarsem Singh
- 2012 : John Carter d'Andrew Stanton
- 2012 : Dark Shadows de Tim Burton
- 2012 : Hunger Games de Gary Ross
- 2012 : Disparue d'Heitor Dhalia
- 2012 : La Dame en noir de James Watkins
- 2012 : La Colère des Titans de Jonathan Liebesman
- 2012 : Target de McG
- 2012 : Avengers de Joss Whedon
- 2012 : Des saumons dans le désert de Lasse Hallstrom
- 2012 : La Cabane dans les bois de Drew Goddard
- 2012 : Ce qui vous attend si vous attendez un enfant de Kirk Jones
- 2012 : Chroniques de Tchernobyl de Bradley Parker
- 2012 : Piégée de Steven Soderbergh
- 2012 : Prometheus de Ridley Scott
- 2012 : La Ligue des justiciers : Échec de Lauren Montgomery
- 2012 : Expendables 2 : Unité spéciale de Simon West
- 2012 : Madagascar 3 : Bons baisers d'Europe d'Eric Darnell, Tom McGrath et Conrad Vernon
- 2012 : Des hommes sans loi de John Hillcoat
- 2012 : Tous les espoirs sont permis de David Frankel
- 2012 : Batman: The Dark Knight Returns de Jay Oliva
- 2012 : Rock Forever d'Adam Shankman
- 2012 : American Pie 4 de Jon Hurwitz et Hayden Schlossberg
- 2012 : The Big Year de David Frankel
- 2012 : Looper de Rian Johnson
- 2012 : Dredd de Pete Travis
- 2012 : Frankenweenie de Tim Burton
- 2012 : Elle s'appelle Ruby de Jonathan Dayton et Valerie Faris
- 2012 : Paperboy de Lee Daniels
- 2012 : Sans issue de Mabrouk El Mechri
- 2012 : Savages d'Oliver Stone
- 2012 : Effraction de Joel Schumacher
- 2012 : Ted de Seth MacFarlane
- 2012 : Twilight, chapitre V : Révélation, 2e partie de Bill Condon
- 2012 : End of Watch de David Ayer
- 2012 : Abraham Lincoln, chasseur de vampires de Timur Bekmambetov
- 2012 : Silent Hill: Revelation 3D de Michael J. Bassett
- 2012 : Ernest et Célestine de Benjamin Renner, Stéphane Aubier et Vincent Patar
- 2012 : Une nouvelle chance de Robert Lorenz
- 2012 : The Impossible de Juan Antonio Bayona
- 2012 : Chasing Mavericks de Michael Apted et Curtis Hanson
- 2012 : Windfighters - Les guerriers du ciel de Dong-won Kim
- 2012 : Lola Versus de Daryl Wein (en)
- 2012 : Cogan : La Mort en douce d'Andrew Dominik
- 2012 : Arbitrage de Nicholas Jarecki
- 2012 : Disparue de Heitor Dhalia
- 2012 : Les Mondes de Ralph de Rich Moore
- 2012 : L'Odyssée de Pi d'Ang Lee
- 2012 : Alex Cross de Rob Cohen
- 2012 : Hemingway and Gellhorn de Philip Kaufman
- 2012 : 12 Heures de Simon West
- 2012 : The Iceman d'Ariel Vromen
- 2012 : Friends with Kids de Jennifer Westfeldt
- 2012 : LOL USA de Lisa Azuelos
- 2012 : Hit and Run de Dax Shepard et David Palmer
- 2012 : La Dame de fer de Phyllida Lloyd
- 2012 : Désolation de Stephen King
- 2012 : Shaolin de Benny Chan
- 2012 : Little Big Soldier de Ding Sheng
- 2012 : Les Princesses des neiges de Paul Hoen
- 2012 : Le Cygne et la Princesse : Un Noël enchanté de Richard Rich
- 2012 : Tad l'explorateur : À la recherche de la cité perdue d'Enrique Gato
- 2012 : Drôles d'oiseaux de Wayne Thornley
- 2012 : Le Hobbit : Un voyage inattendu de Peter Jackson
- 2012 : Possédée d'Ole Bornedal
- 2012 : Freeway et nous de Lawrence Kasdan
- 2012 : Superman contre l'Élite Michael Chang
- 2012 : Tom et Jerry : L'Histoire de Robin des bois de Spike Brandt et Tony Cervone
- 2012 : Scooby-Doo : Les Jeux monstrolympiques de Mark Banker
- 2012 : Scooby-Doo et les Vacances de la peur de Victor Cook
- 2012 : Le Mariage de Raiponce de Nathan Greno et Byron Howard
- 2012 : Amiennemies de Daisy von Scherler Mayer
- 2012 : Let It Shine de Paul Hoen
- 2012 : Skylar Lewis : Chasseuse de monstres de Stuart Gillard
- 2012[38] : Evangelion: 3.0 You Can (Not) Redo de Masayuki et Kazuya Tsurumaki (en)
- 2012 : L'Odyssée de Pi de Ang Lee
- 2013 : The Master de Paul Thomas Anderson
- 2013 : Zero Dark Thirty de Kathryn Bigelow
- 2013 : Le Dernier Rempart de Kim Jee-woon
- 2013 : Gangster Squad de Ruben Fleischer
- 2013 : Gambit : Arnaque à l'anglaise de Michael Hoffman
- 2013 : Le vent se lève d'Hayao Miyazaki
- 2013 : Flight de Robert Zemeckis
- 2013 : Hitchcock de Sacha Gervasi
- 2013 : Die Hard : Belle journée pour mourir de John Moore
- 2013 : Sublimes Créatures de Richard LaGravenese
- 2013 : Du plomb dans la tête de Walter Hill
- 2013 : Wolverine : Le Combat de l'immortel de James Mangold
- 2013 : Monstres Academy de Dan Scanlon
- 2013 : Le Monde fantastique d'Oz de Sam Raimi
- 2013 : Iron Man 3 de Shane Black
- 2013 : Very Bad Trip 3 de Todd Phillips
- 2013 : Les Miller, une famille en herbe de Rawson Marshall Thurber
- 2013 : Gatsby le Magnifique de Baz Luhrmann
- 2013 : Red 2 de Dean Parisot
- 2013 : Man of Steel de Zack Snyder
- 2013 : Broken City d'Allen Hughes
- 2013 : Elysium de Neill Blomkamp
- 2013 : Turbo de David Soren
- 2013 : Planes de Klay Hall
- 2013 : Oblivion de Joseph Kosinski
- 2013 : Epic : La Bataille du royaume secret de Chris Wedge
- 2013 : Crazy Joe de Steven Knight
- 2013 : Thor : Le Monde des ténèbres d'Alan Taylor
- 2013 : Insaisissables de Louis Leterrier
- 2013 : Lone Ranger, naissance d'un héros de Gore Verbinski
- 2013 : Hunger Games : L'Embrasement de Francis Lawrence
- 2013 : La Reine des neiges de Jennifer Lee et Chris Buck
- 2013 : Le Hobbit : La Désolation de Smaug de Peter Jackson
- 2013 : Les Croods de Chris Sanders et Kirk DeMicco
- 2013 : Percy Jackson : La Mer des monstres de Thor Freudenthal
- 2013 : Évasion de Mikael Håfström
- 2013 : Evil Dead de Fede Álvarez
- 2013 : Black Nativity de Kasi Lemmons
- 2013 : Big Bad Wolves d'Aharon Keshales et Navot Papushado
- 2013 : A.C.O.D. de Stu Zicherman
- 2013 : Infiltré de Ric Roman Waugh
- 2013 : Parkland de Peter Landesman
- 2013 : All Cheerleaders Die de Lucky McKee et Chris Sivertson
- 2013 : Players de Brad Furman
- 2013 : Insidious : Chapitre 2 de James Wan
- 2013 : Les Brasiers de la colère de Scott Cooper
- 2013 : Locke de Steven Knight
- 2013 : Les Voies du destin de Jonathan Teplitzky
- 2013 : À la recherche de l'esprit de Noël de Jack Angelo
- 2013 : Le Loup de Wall Street de Martin Scorsese
- 2013 : Prisoners de Denis Villeneuve
- 2013 : Crazy Joe de Steven Knight
- 2013 : 47 Ronin de Carl Erik Rinsch
- 2013 : Mama d'Andrés Muschietti
- 2013 : La Vie rêvée de Walter Mitty de Ben Stiller
- 2013 : Dom Hemingway de Richard Shepard
- 2013 : Extraction de Tony Giglio
- 2013 : My Movie Project
- 2013 : Riddick de David Twohy
- 2013 : Dans l'ombre de la proie de Joseph Ruben
- 2013 : Le Cinquième Pouvoir de Bill Condon
- 2013 : Texas Chainsaw 3D de John Luessenhop
- 2013 : Le Majordome de Lee Daniels
- 2013 : Jobs de Joshua Michael Stern
- 2013 : Légendes vivantes d'Adam Mckay
- 2013 : La Stratégie Ender de Gavin Hood
- 2013 : Un grand mariage de Justin Zackham
- 2013 : Les Âmes vagabondes d'Andrew Niccol
- 2013 : Dead Man Down de Niels Arden Oplev
- 2013 : Warm Bodies de Jonathan Levine
- 2013 : À la merveille de Terrence Malick
- 2013 : Zulu de Jérôme Salle
- 2013 : Last Vegas de Jon Turteltaub
- 2013 : The Bling Ring de Sofia Coppola
- 2013 : Les Stagiaires de Shawn Levy
- 2013 : Dans l'ombre de Mary de John Lee Hancock
- 2013 : Le Candidat de mon cœur de John Gray
- 2013 : Sur la terre des dinosaures de Neil Nightingale et Barry Cook
- 2013 : Tarzan de Reinhard Klooss
- 2013 : Khumba d'Antony Silverston
- 2013 : Tom et Jerry : Le Haricot géant de Spike Brandt et Tony Cervone
- 2013 : Scooby-Doo : Blue Falcon, le retour de Michael Goguen
- 2013 : Scooby-Doo et le Fantôme de l'Opéra de Victor Cook
- 2013 : Scooby-Doo au secours de la NASA de Rick Copp
- 2013 : Scooby-Doo et l'Épouvantable Épouvantail de Michael Goguen
- 2013 : Scooby-Doo et la Carte au trésor de Jomac Noph
- 2013 : La Ligue des justiciers : Le Paradoxe Flashpoint de Jay Oliva
- 2013 : Superman contre Brainiac de James Tucker
- 2013 : Lego Batman, le film : Unité des super héros de Jon Burton
- 2013 : Phinéas et Ferb : Mission Marvel de Dan Povenmire et Robert F. Hughes
- 2013 : Iron Man et Hulk : L'union des Super héros de Eric Radomski et Leo Riley
- 2013 : Toy Story : Angoisse au motel d'Angus MacLane
- 2013 : Teen Beach Movie de Jeffrey Hornaday
- 2013 : Le Conte de la princesse Kaguya d'Isao Takahata
- 2014 : I, Frankenstein de Stuart Beattie
- 2014 : American Bluff de David O. Russell
- 2014 : Robocop de José Padilha
- 2014 : Non-Stop de Jaume Collet-Serra
- 2014 : M. Peabody et Sherman : Les Voyages dans le temps de Rob Minkoff
- 2014 : La Grande Aventure Lego de Phil Lord et Chris Miller
- 2014 : Captain America : Le Soldat de l'hiver d'Anthony et Joe Russo
- 2014 : 300 : La Naissance d'un empire de Noam Murro
- 2014 : X-Men: Days of Future Past de Bryan Singer
- 2014 : Alexandre et sa journée épouvantablement terrible et affreuse de Miguel Arteta
- 2014 : The Two Faces of January d'Hossein Amini
- 2014 : Divergente de Neil Burger
- 2014 : Souvenirs de Marnie d'Hiromasa Yonebayashi
- 2014 : Maléfique de Robert Stromberg
- 2014 : Godzilla de Gareth Edwards
- 2014 : Edge of Tomorrow de Doug Liman
- 2014 : Transcendence de Wally Pfister
- 2014 : Planes 2 de Roberts Gannaway
- 2014 : Clochette et la Fée pirate de Peggy Holmes
- 2014 : La Planète des singes : L'Affrontement de Matt Reeves
- 2014 : Écho de Dave Green
- 2014 : Les Gardiens de la Galaxie de James Gunn
- 2014 : Nos étoiles contraires de Josh Boone
- 2014 : Expendables 3 de Patrick Hughes
- 2014 : 22 Jump Street de Phil Lord et Chris Miller
- 2014 : Sin City : j'ai tué pour elle de Frank Miller et Robert Rodriguez
- 2014 : Dracula Untold de Gary Shore
- 2014 : Horns d'Alexandre Aja
- 2014 : Le Labyrinthe de Wes Ball
- 2014 : Annabelle de John R. Leonetti
- 2014 : Le Juge de David Dobkin
- 2014 : Hunger Games : La Révolte, Partie 1 de Francis Lawrence
- 2014 : Dumb and Dumber De de Peter et Bobby Farrelly
- 2014 : Comment tuer son boss 2 de Sean Anders
- 2014 : Les Nouveaux Héros de Don Hall et Chris Williams
- 2014 : Sammy 2 de Ben Stassen et Vincent Kestloot
- 2014 : Clochette et la Créature légendaire de Steve Loter
- 2014 : Le Hobbit : La Bataille des Cinq Armées de Peter Jackson
- 2014 : John Wick de David Leitch et Chad Stahelski
- 2014 : Les Pingouins de Madagascar d'Eric Darnell et Simon J. Smith
- 2014 : La Légende de Manolo de Jorge Gutiérrez
- 2014 : Vampire Academy de Mark Waters
- 2014 : Birdman d'Alejandro González Iñárritu
- 2014 : Big Eyes de Tim Burton
- 2014 : Balade entre les tombes de Scott Frank
- 2014 : Blackout total de Steven Brill
- 2014 : Pyramide de Grégory Levasseur
- 2014 : Sabotage de David Ayer
- 2014 : Exodus: Gods and Kings de Ridley Scott
- 2014 : Quand vient la nuit de Michaël R. Roskam
- 2014 : Monuments Men de George Clooney
- 2014 : Broadway Therapy de Peter Bogdanovich
- 2014 : Secret d'État de Michael Cuesta
- 2014 : La Dame en noir 2 : L'Ange de la mort de Tom Harper
- 2014 : Jersey Boys de Clint Eastwood
- 2014 : Avant d'aller dormir de Rowan Joffé
- 2014 : Philomena de Stephen Frears
- 2014 : La Voleuse de livres de Brian Percival
- 2014 : The Rover de David Michôd
- 2014 : Need for Speed de Scott Waugh
- 2014 : La Légende d'Hercule de Renny Harlin
- 2014 : Inherent Vice de Paul Thomas Anderson
- 2014 : Veronica Mars de Rob Thomas
- 2014 : I Origins de Mike Cahill
- 2014 : Annie de Will Gluck
- 2014 : Opération Muppets de James Bobin
- 2014 : Paddington de Paul King
- 2014 : Winx Club : Le Mystère des abysses d'Iginio Straffi
- 2014 : Le Cygne et la Princesse : Une famille royale de Richard Rich
- 2014 : Tom et Jerry et le Dragon perdu de Spike Brandt et Tony Cervone
- 2014 : Tom et Jerry : Droles de lutins pour le père Noël de Darrell Van Citters
- 2014 : Scooby-Doo et la Folie du catch de Brandon Vietti
- 2014 : Scooby-Doo : Aventures en Transylvanie de Paul McEvoy
- 2014 : La Ligue des justiciers : Guerre de Jay Oliva
- 2014 : Batman : Assaut sur Arkham de Jay Oliva et Ethan Spaulding
- 2014 : Le Fils de Batman d'Ethan Spaulding
- 2014 : Les Aventures de la Ligue des justiciers : Piège temporel de Giancarlo Volpe
- 2014 : Iron Man et Captain America : L'union des Super héros de Leo Riley
- 2014 : Cloud 9 : L'Ultime Figure de Paul Hoen
- 2014 : Zapped : Une application d'enfer ! de Peter DeLuise
- 2014 : Le Garçon idéal de Paul Hoen
- 2014 : Joyeux Morse à Vous Tous de Tobias Fouracre
- 2014 : Belle de Amma Asante
- 2015 : En route ! de Tim Johnson
- 2015 : Charlie Mortdecai de David Koepp
- 2015 : Cendrillon de Kenneth Branagh
- 2015 : Mad Max: Fury Road de George Miller
- 2015 : Entourage de Doug Ellin
- 2015 : À la poursuite de demain de Brad Bird
- 2015 : Legend de Brian Helgeland
- 2015 : American Sniper de Clint Eastwood
- 2015 : En taule : Mode d'emploi d'Etan Cohen
- 2015 : Pyramide de Grégory Levasseur
- 2015 : Tracers de Daniel Benmayor
- 2015 : Divergente 2 : L'Insurrection de Robert Schwentke
- 2015 : Vice-versa de Pete Docter
- 2015 : Avengers : L'Ère d'Ultron de Joss Whedon
- 2015 : San Andreas de Brad Peyton
- 2015 : Ted 2 de Seth MacFarlane
- 2015 : Spy de Paul Feig
- 2015 : Vive les vacances  de John Francis Daley et Jonathan Goldstein
- 2015 : Agents très spéciaux : Code UNCLE de Guy Ritchie
- 2015 : Hunger Games : La Révolte, partie 2 de Francis Lawrence
- 2015 : Le Labyrinthe : La Terre brûlée de Wes Ball
- 2015 : NWA: Straight Outta Compton de F. Gary Gray
- 2015 : Le Voyage d'Arlo de Peter Sohn
- 2015 : Kingsman : Services secrets de Matthew Vaughn
- 2015 : Star Wars, épisode VII : Le Réveil de la Force de J. J. Abrams
- 2015 : Enfant 44 de Daniel Espinosa
- 2015 : Brooklyn de John Crowley
- 2015 : Les Dossiers secrets du Vatican de Mark Neveldine
- 2015 : Gallows de Travis Cluff et Chris Lofing
- 2015 : Survivor de James McTeigue
- 2015 : Knight of Cups de Terrence Malick
- 2015 : American Ultra de Nima Nourizadeh
- 2015 : Krampus de Michael Dougherty
- 2015 : Strictly Criminal de Scott Cooper
- 2015 : The Night Before de Jonathan Levine
- 2015 : La Rage au ventre d'Antoine Fuqua
- 2015 : La Femme au tableau de Simon Curtis
- 2015 : Night Run de Jaume Collet-Serra
- 2015 : No Escape de John Erick Dowdle
- 2015 : Le Nouveau Stagiaire de Nancy Meyers
- 2015 : Selma d'Ava DuVernay
- 2015 : Magic Mike XXL de Gregory Jacobs
- 2015 : Truth : Le Prix de la vérité de James Vanderbilt
- 2015 : The End of the Tour de James Ponsoldt
- 2015 : Scream Girl de Todd Strauss-Schulson
- 2015 : Joe Dirt 2 : Beautiful Loser de Fred Wolf
- 2015 : Au cœur de l'océan de Ron Howard
- 2015 : Les Pouvoirs de la prière d'Alex Kendrick
- 2015 : Woodlawn d'Andrew Erwin et Jon Erwin
- 2015 : Sicario de Denis Villeneuve
- 2015 : Le Prodige d'Edward Zwick
- 2015 : Seul sur Mars de Ridley Scott
- 2015 : Wild de Jean-Marc Vallée
- 2015 : Unfriended de Levan Gabriadze
- 2015 : Loin de la foule déchaînée de Thomas Vinterberg
- 2015 : Les Suffragettes de Sarah Gavron
- 2015 : Le Dernier Chasseur de sorcières de Breck Eisner
- 2015 : Les Jardins du roi d'Alan Rickman
- 2015 : The Big Short : Le Casse du siècle d'Adam Mckay
- 2015 : Danish Girl de Tom Hooper
- 2015 : Pan de Joe Wright
- 2015 : Ant-Man de Peyton Reed
- 2015 : Terminator Genisys de Alan Taylor
- 2015 : Indian Palace : Suite royale de John Madden
- 2015 : Alvin et les Chipmunks : À fond la caisse de Walt Becker
- 2015 : Snoopy et les Peanuts, le film de Steve Martino
- 2015 : Tom et Jerry : Mission espionnage de Spike Brandt et Tony Cervone
- 2015 : Looney Tunes : Cours, lapin, cours de Jeff Siergey
- 2015 : Scooby-Doo et le Monstre de l'espace de Paul McEvoy
- 2015 : Scooby-Doo : Rencontre avec Kiss de Tony Cervone
- 2015 : Les Pierrafeu: Catch Préhistorique ! de Spike Brandt et Tony Cervone
- 2015 : Batman vs. Robin de Jay Oliva
- 2015 : La Ligue des justiciers : Le Trône de l'Atlantide d'Ethan Spaulding
- 2015 : La Ligue des justiciers : Dieux et Monstres de Sam Liu
- 2015 : Batman Unlimited : L'Instinct animal de Butch Lukic
- 2015 : Batman Unlimited : Monstrueuse Pagaille de Butch Lukic
- 2015 : Lego DC Comics Super Heroes : La Ligue des justiciers contre la Ligue des Bizarro de Burton Vietti
- 2015 : Lego DC Comics Super Heroes - La Ligue des justiciers : L'Attaque de la Légion maudite de Rick Morales
- 2015 : Dofus, livre 1 : Julith d'Anthony Roux et Jean-Jacques Denis
- 2015 : Mune : Le Gardien de la Lune de Benoît Philippon et Alexandre Heboyan
- 2015 : Le Petit Prince de Mark Osborne
- 2015 : Strange Magic de Gary Rydstrom
- 2015 : Clochette et la Créature légendaire de Steve Loter
- 2015 : La Reine des neiges : Une fête givrée de Chris Buck et Jennifer Lee
- 2015 : Marvel Super Heroes : Les gladiateurs de la glace d'Eric Radomski
- 2015 : Ma pire journée d'Érik Canuel
- 2015 : Teen Beach 2 de Jeffrey Hornaday
- 2015 : Descendants de Kenny Ortega
- 2015 : Ma sœur est invisible ! de Paul Hoen
- 2015 : Fête Monstre à la Plage de Tobias Fouracre
- 2015 : Panique à Halloween de Tobias Fouracre
- 2016 : Les Huit Salopards de Quentin Tarantino
- 2016 : The Boy de William Brent Bell
- 2016 : The Revenant d'Alejandro González Iñárritu
- 2016 : Zootopie de Byron Howard et Rich Moore
- 2016 : Deadpool de Tim Miller
- 2016 : Captain America: Civil War d'Anthony et Joe Russo
- 2016 : Batman v Superman : L'Aube de la justice de Zack Snyder
- 2016 : Divergente 3 : Au-delà du mur de Robert Schwentke
- 2016 : Kung Fu Panda 3 d'Alessandro Carloni et Jennifer Yuh Nelson
- 2016 : Dirty Papy de Dan Mazer
- 2016 : X-Men : Apocalypse de Bryan Singer
- 2016 : Alice de l'autre côté du miroir  de James Bobin
- 2016 : Le Monde de Dory d'Andrew Stanton et Angus MacLane
- 2016 : Suicide Squad de David Ayer
- 2016 : Agents presque secrets de Rawson Marshall Thurber
- 2016 : L'Âge de glace : Les Lois de l'Univers de Michael Thurmeier et Galen Tan Chu
- 2016 : Snowden d'Oliver Stone
- 2016 : SOS Fantômes de Paul Feig
- 2016 : War Dogs de Todd Phillips
- 2016 : Mechanic: Resurrection de Dennis Gansel
- 2016 : Miss Peregrine et les Enfants particuliers de Tim Burton
- 2016 : Tu ne tueras point de Mel Gibson
- 2016 : Les Cerveaux de Jared Hess
- 2016 : Rogue One: A Star Wars Story de Gareth Edwards
- 2016 : Doctor Strange de Scott Derrickson
- 2016 : Les Animaux Fantastiques de David Yates
- 2016 : Absolutely Fabulous, le film de Mandie Fletcher
- 2016 : Vaiana : La Légende du bout du monde de Ron Clements et John Musker
- 2016 : Les Trolls de Mike Mitchell et Walt Dohrn
- 2016 : Joyeux Bordel ! de Josh Gordon et Will Speck
- 2016 : Bastille Day de James Watkins
- 2016 : Les Espions d'à côté de Greg Mottola
- 2016 : Blair Witch d'Adam Wingard
- 2016 : Brimstone de Martin Koolhoven
- 2016 : Bad Moms de Jon Lucas et Scott Moore
- 2016 : Beauté cachée de David Frankel
- 2016 : Certaines femmes de Kelly Reichardt
- 2016 : Elvis and Nixon de Liza Johnson
- 2016 : Le Bon Gros Géant de Steven Spielberg
- 2016 : The Door de Johannes Roberts
- 2016 : Conjuring 2 : Le Cas Enfield de James Wan
- 2016 : Free State of Jones de Gary Ross
- 2016 : Fences de Denzel Washington
- 2016 : Une vie entre deux océans de Derek Cianfrance
- 2016 : Hardcore Henry d'Ilia Naïchouller
- 2016 : Keanu de Peter Atencio
- 2016 : Alliés de Robert Zemeckis
- 2016 : Morgane de Luke Scott
- 2016 : Blood Father de Jean-François Richet
- 2016 : Miles Ahead de Don Cheadle
- 2016 : Creed : L'Héritage de Rocky Balboa de Ryan Coogler
- 2016 : Spotlight de Tom McCarthy
- 2016 : Florence Foster Jenkins de Stephen Frears
- 2016 : L'Exception à la règle de Warren Beatty
- 2016 : Dans la brume du soir de Reed Romano
- 2016 : Demolition de Jean-Marc Vallée
- 2016 : Lion de Garth Davis
- 2016 : Comancheria de David Mackenzie
- 2016 : Assassin's Creed de Justin Kurzel
- 2016 : La Cinquième Vague de J Blakeson
- 2016 : Insaisissables 2 de Jon M. Chu
- 2016 : Independence Day: Resurgence de Roland Emmerich
- 2016 : Don't Breathe : La Maison des ténèbres de Fede Álvarez
- 2016 : At Any Price de Ramin Bahrani
- 2016 : The Mermaid de Stephen Chow
- 2016 : A Bigger Splash de Luca Guadagnino
- 2016 : Tini : La Nouvelle Vie de Violetta de Juan Pablo Buscarini
- 2016 : Cigognes et compagnie de Nicholas Stoller et Doug Sweetland
- 2016 : Batman : Mauvais Sang de Jay Oliva
- 2016 : Lego DC Comics Super Heroes - La Ligue des justiciers : L'Affrontement cosmique de Rick Morales
- 2016 : Les Rebelles de la forêt 4 de David Feiss
- 2016 : Le Cygne et la Princesse : Aventures chez les pirates ! de Richard Rich
- 2016 : Hulk : Le royaume des cauchemars de Mitch Schauer
- 2016 : Babysitting Night de John Schultz
- 2016 : Le Swap de Jay Karas
- 2016 : Peter et Elliott le dragon de David Lowery
- 2016 : Scooby-Doo et WWE : La Malédiction du pilote fantôme de Tim Divar et Brandon Vietti
- 2017 : Underworld: Blood Wars d'Anna Foerster
- 2017 : Resident Evil : Chapitre final de Paul W. S. Anderson
- 2017 : Silence de Martin Scorsese
- 2017 : John Wick 2 de Chad Stahelski
- 2017 : Lego Batman, le film de Chris McKay
- 2017 : A Cure for Life de Gore Verbinski
- 2017 : Logan de James Mangold
- 2017 : T2 Trainspotting de Danny Boyle
- 2017 : Kong: Skull Island de Jordan Vogt-Roberts
- 2017 : Traque à Boston de Peter Berg
- 2017 : The Lost City of Z de James Gray
- 2017 : La Belle et la Bête de Bill Condon
- 2017 : Power Rangers de Dean Israelite
- 2017 : Mes vies de chien de Lasse Hallström
- 2017 : Life : Origine inconnue de Daniel Espinosa
- 2017 : Les Gardiens de la Galaxie Vol. 2 de James Gunn
- 2017 : Seven Sisters de Tommy Wirkola
- 2017 : Le Cercle - Rings de F. Javier Gutiérrez
- 2017 : Alien: Covenant de Ridley Scott
- 2017 : Pirates des Caraïbes : La Vengeance de Salazar de Joachim Rønning et Espen Sandberg
- 2017 : Mary de Marc Webb
- 2017 : Wonder Woman de Patty Jenkins
- 2017 : La Momie d'Alex Kurtzman
- 2017 : The Wall de Doug Liman
- 2017 : Spider-Man: Homecoming de Jon Watts
- 2017 : Hitman and Bodyguard de Patrick Hughes
- 2017 : La Planète des singes : Suprématie de Matt Reeves
- 2017 : Cars 3 de Brian Fee
- 2017 : Wind River de Taylor Sheridan
- 2017 : Kingsman : Le Cercle d'or de Matthew Vaughn
- 2017 : Thor : Ragnarok de Taika Waititi
- 2017 : Bienvenue à Suburbicon de George Clooney
- 2017 : Coco d'Adrian Molina et Lee Unkrich
- 2017 : Ferdinand de Carlos Saldanha
- 2017 : Jumanji : Bienvenue dans la jungle de Jake Kasdan
- 2017 : Star Wars, épisode VIII : Les Derniers Jedi de Rian Johnson
- 2017 : Fullmetal Alchemist de Fumihiko Sori
- 2017 : Jigsaw de Michael et Peter Spierig
- 2017 : Call Me by Your Name de Luca Guadagnino
- 2017 : John Wick 2 de Chad Stahelski
- 2017 : The Disaster Artist de James Franco
- 2017 : Le Roi Arthur : La Légende d'Excalibur de Guy Ritchie
- 2017 : 2:22 de Paul Currie
- 2017 : Dunkerque de Christopher Nolan
- 2017 : The Foreigner de Martin Campbell
- 2017 : Song to Song de Terrence Malick
- 2017 : Bad Moms 2 de Jon Lucas et Scott Moore
- 2017 : Ça d'Andrés Muschietti
- 2017 : Les Proies de Sofia Coppola
- 2017 : Live by Night de Ben Affleck
- 2017 : The Villainess de Jeong Byeong-gil
- 2017 : Père et Fille de Gabriele Muccino
- 2017 : Free Fire de Ben Wheatley
- 2017 : Geostorm de Dean Devlin
- 2017 : Wonder de Stephen Chbosky
- 2017 : 30 jours pour se marier de Marita Grabiak
- 2017 : All Saints de Steve Gomer
- 2017 : Happy Family d'Holger Tappe
- 2017 : Paddington 2 de Paul King
- 2017 : Tad et le Secret du roi Midas d'Enrique Gato et David Alonso
- 2017 : Le Cygne et la Princesse : En mission secrète de Richard Rich
- 2017 : Capitaine Superslip de David Soren
- 2017 : Lego Ninjago, le film de Charlie Bean, Paul Fisher et Bob Logan
- 2017 : Scooby-Doo : Le Clash des Sammys de Candie Langdale et Doug Langdale
- 2017 : Lego Scooby-Doo : Mystère sur la plage de Ethan Spaulding
- 2017 : Toy Story : Hors du temps de Steve Purcell
- 2017 : La Reine des neiges : Joyeuses fêtes avec Olaf de Stevie Wermers et Kevin Deters
- 2017 : Descendants 2 de Kenny Ortega
- 2018 : Downsizing d'Alexander Payne
- 2018 : Le Labyrinthe : Le Remède mortel de Wes Ball
- 2018 : Cro Man de Nick Park
- 2018 : Black Panther de Ryan Coogler
- 2018 : Le 15h17 pour Paris de Clint Eastwood
- 2018 : Hostiles de Scott Cooper
- 2018 : Ready Player One de Steven Spielberg
- 2018 : Mutafukaz de Shōjirō Nishimi et Guillaume Renard
- 2018 : Avengers : Infinity War d'Anthony et Joe Russo
- 2018 : Deadpool 2 de David Leitch
- 2018 : L'Île aux chiens de Wes Anderson
- 2018 : Love, Simon de Greg Berlanti
- 2018 : Solo: A Star Wars Story de Ron Howard
- 2018 : Destination Pékin ! de Christopher Jenkins (version SND)
- 2018 : La Part Obscure d'Anthony Byrne
- 2018 : Les Indestructibles 2 de Brad Bird
- 2018 : Ant-Man et la Guêpe de Peyton Reed
- 2018 : Skyscraper de Rawson Marshall Thurber
- 2018 : Hotel Artemis de Drew Pearce
- 2018 : Jean-Christophe et Winnie de Marc Forster
- 2018 : En eaux troubles de Jon Turteltaub
- 2018 : Carnage chez les Puppets de Brian Henson
- 2018 : A Star Is Born de Bradley Cooper
- 2018 : Venom de Ruben Fleischer
- 2018 : Halloween de David Gordon Green
- 2018 : Bohemian Rhapsody de Bryan Singer
- 2018 : Les Animaux fantastiques : Les Crimes de Grindelwald de David Yates
- 2018 : Spider-Man: New Generation de Peter Ramsey
- 2018 : Aquaman de James Wan
- 2018 : Casse-Noisette et les quatre royaumes de Lasse Hallström et Joe Johnston
- 2018 : La Mule de Clint Eastwood
- 2018 : Bienvenue à Marwen de Robert Zemeckis
- 2018 : Green Book : Sur les routes du sud de Peter Farrelly
- 2018 : Les Veuves de Steve McQueen
- 2018 : At Eternity's Gate de Julian Schnabel
- 2018 : La Favorite de Yórgos Lánthimos
- 2018 : Destroyer de Karyn Kusama
- 2018 : Ma vie avec John F. Donovan de Xavier Dolan
- 2018 : The Hate U Give : La Haine qu'on donne de George Tillman Jr.
- 2018 : Ralph 2.0 de Rich Moore et Phil Johnston
- 2018 : Rampage : Hors de contrôle de Brad Peyton
- 2018 : Wild Rose de Tom Harper
- 2018 : Teen Titans Go ! Le film d'Aaron Horvath et Peter Rida Michail
- 2018 : Replicas de Jeffrey Nachmanoff
- 2018 : Proud Mary de Babak Najafi
- 2018 : Évasion 2 : Le Labyrinthe d'Hadès de Steven C. Miller
- 2018 : Teen Spirit de Max Minghella
- 2018 : Seconde Chance de Peter Segal
- 2018 : My Beautiful Boy de Felix Van Groeningen
- 2018 : Mère incontrôlable à la fac de Ben Falcone
- 2018 : Mirage d'Oriol Paulo
- 2018 : Mon amoureux secret de Bradley Walsh
- 2018 : Nuits blanches à Noël de Phil Traill
- 2018 : Red Sparrow de Francis Lawrence
- 2018 : Alpha d'Albert Hughes
- 2018 : Don't Worry, He Won't Get Far on Foot de Gus Van Sant
- 2018 : Gentlemen cambrioleurs de James Marsh
- 2018 : Les Frères Sisters de Jacques Audiard
- 2018 : Mia et le Lion blanc de Gilles de Maistre
- 2018 : Operation Red Sea de Dante Lam
- 2018 : Yucatán de Daniel Monzón
- 2018 : Johnny English contre-attaque de David Kerr
- 2018 : Daphne et Vera de Suzi Yoonessi
- 2018 : Hôtel Transylvanie 3 : Des vacances monstrueuses de Genndy Tartakovsky
- 2018 : Le Cygne et la Princesse : Un myZtère royal de Richard Rich
- 2018 : Yéti et Compagnie de Karey Kirkpatrick et Jason A. Reisig
- 2018 : Scooby-Doo et Batman : L'Alliance des héros de Jake Castorena
- 2018 : Scooby-Doo et le Fantôme gourmand de Doug Murphy
- 2018 : Zombies de Paul Hoen
- 2018 : Freaky Friday de Steve Carr
- 2018 : Marvel Rising : Secret Warriors d'Alfred Gimeno
- 2018 : Un raccourci dans le temps d'Ava DuVernay
- 2018 : Le Retour de Mary Poppins de Rob Marshall
- 2018[39] : Monster d'Anthony Mandler
- 2018 : La Nonne de Corin Hardy
- 2018 : Action Point de Tim Kirkby
- 2019 : Creed 2 de Steven Caple Jr.
- 2019 : Glass de M. Night Shyamalan
- 2019 : Alita: Battle Angel de Robert Rodriguez
- 2019 : La Grande Aventure Lego 2 de Mike Mitchell et Trisha Gum
- 2019 : Captain Marvel de Ryan Fleck et Anna Boden
- 2019 : Kim Possible d'Adam Stein et Zach Lipovsky
- 2019 : Triple frontière de J. C. Chandor
- 2019 : Douleur et Gloire de Pedro Almodóvar
- 2019 : Dumbo de Tim Burton
- 2019 : Captive State de Rupert Wyatt
- 2019 : Shazam! de David F. Sandberg
- 2019 : Alex, le destin d'un roi de Joe Cornish
- 2019 : Avengers: Endgame d'Anthony et Joe Russo
- 2019 : The Last Summer de William Bindley
- 2019 : Pokémon : Détective Pikachu de Rob Letterman
- 2019 : Hellboy de Neil Marshall
- 2019 : Aladdin de Guy Ritchie
- 2019 : John Wick Parabellum de Chad Stahelski
- 2019 : Booksmart d'Olivia Wilde
- 2019 : Godzilla 2 : Roi des monstres de Michael Dougherty
- 2019 : Rocketman de Dexter Fletcher
- 2019 : X-Men: Dark Phoenix de Simon Kinberg
- 2019 : Murder Mystery de Kyle Newacheck
- 2019 : Toy Story 4 de Josh Cooley
- 2019 : Spider-Man: Far From Home de Jon Watts
- 2019 : Le Roi lion de Jon Favreau
- 2019 : Midsommar d'Ari Aster
- 2019 : La Chute du Président de Ric Roman Waugh
- 2019 : Scary Stories d'André Øvredal
- 2019 : Ça : Chapitre 2 d'Andrés Muschietti
- 2019 : Le Chardonneret de John Crowley
- 2019 : Jumanji: Next Level de Jake Kasdan
- 2019 : Rambo: Last Blood d'Adrian Grunberg
- 2019 : Joker de Todd Phillips
- 2019 : El Camino : Un film Breaking Bad de Vince Gilligan
- 2019 : Maléfique : Le Pouvoir du mal de Joachim Rønning
- 2019 : Doctor Sleep de Mike Flanagan
- 2019 : Midway de Roland Emmerich
- 2019 : Le Mans 66 de James Mangold
- 2019 : L'Oiseau-tempête de Wash Westmoreland
- 2019 : Countdown de Justin Dec
- 2019 : Les Incognitos de Nick Bruno et Troy Quane
- 2019 : Noelle de Marc Lawrence
- 2019 : À couteaux tirés de Rian Johnson
- 2019 : La Reine des neiges 2 de Chris Buck et Jennifer Lee
- 2019 : Marriage Story de Noah Baumbach
- 2019 : Domino : La Guerre silencieuse de Brian De Palma
- 2019 : Six Underground de Michael Bay
- 2019 : Arctic Justice: Thunder Squad d'Aaron Woodley
- 2019 : Star Wars, épisode IX : L'Ascension de Skywalker de J. J. Abrams
- 2019 : Les Deux Papes de Fernando Meirelles
- 2019 : Togo d'Ericson Core
- 2019 : Chaud devant d'Andy Fickman
- 2019 : Le Cas Richard Jewell de Clint Eastwood
- 2019 : Jojo Rabbit de Taika Waititi
- 2019 : After : Chapitre 1 de Jenny Gage
- 2019 : Le Gang Kelly de Justin Kurzel
- 2019 : Charlie's Angels d'Elizabeth Banks
- 2019 : Blackbird de Roger Michell
- 2019 : Black Christmas de Sophia Takal
- 2019 : Brooklyn Affairs d'Edward Norton
- 2019 : Évasion 3 : The Extractors de John Herzfeld
- 2019 : Sang froid d'Hans Petter Moland
- 2019 : Scandale de Jay Roach
- 2019 : Captive State de Rupert Wyatt
- 2019 : I Am Mother de Grant Sputore
- 2019 : Hala de Minhal Baig
- 2019 : Le Souffle du serpent de Britt Poulton et Dan Madison Savage
- 2019 : Le Gangster, le Flic et l'Assassin de Lee Won-tae
- 2019 : Playmobil, le film de Lino DiSalvo
- 2019 : Monsieur Link de Chris Butler
- 2019 : La vie moderne de Rocko : Le retour de Joe Murray
- 2019 : Le Cygne et la Princesse : Le royaume de la musique de Richard Rich
- 2019 : Scooby-Doo et la Malédiction du treizième fantôme de Cecilia Aranovich Hamilton
- 2019 : Scooby-Doo : Retour sur l'île aux zombies de Cecilia Aranovich et Ethan Spaulding
- 2019 : Arctic Dogs : Mission polaire d'Aaron Woodley
- 2019 : Descendants 3 de Kenny Ortega
- 2019 : La Belle et le Clochard de Charlie Bean
- 2019 : Terminator: Dark Fate de Tim Miller
- 2019 : Un Noël Magique à Rome de Ernie Barbarash
- 2019 : Brightburn : L'Enfant du mal de David Yarovesky
- 2019 : Happy Birthdead 2 You de Christopher Landon

#### Années 2020
- 2020 : Underwater de William Eubank
- 2020 : Uncut Gems de Joshua et Ben Safdie
- 2020 : Bad Boys for Life d'Adil El Arbi et Bilall Fallah
- 2020 : Birds of Prey et la fantabuleuse histoire de Harley Quinn de Cathy Yan
- 2020 : L'Appel de la forêt de Chris Sanders
- 2020 : En avant de Dan Scanlon
- 2020 : La Famille Willoughby de Kris Pearn et Rob Lodermeier
- 2020 : Sergio de Greg Barker
- 2020 : Stargirl de Julia Hart
- 2020 : The Wrong Missy de Tyler Spindel
- 2020 : Artemis Fowl de Kenneth Branagh
- 2020 : Les Trolls 2 : Tournée mondiale de Walt Dohrn et David P. Smith
- 2020 : USS Greyhound : La Bataille de l'Atlantique d'Aaron Schneider
- 2020 : Greenland de Ric Roman Waugh
- 2020 : Tenet de Christopher Nolan
- 2020 : Enragé de Derrick Borte
- 2020 : Les Nouveaux Mutants de Josh Boone
- 2020 : Mulan de Niki Caro
- 2020 : Le Seul et unique Ivan de Thea Sharrock
- 2020 : Pets United : L'union fait la force de Reinhard Klooss
- 2020 : The Rental de Dave Franco
- 2020 : Hubie Halloween de Steven Brill
- 2020 : Rebecca de Ben Wheatley
- 2020 : Voyage vers la Lune de Glen Keane et John Kahrs
- 2020 : Holidate de John Whitesell
- 2020 : Scooby ! de Tony Cervone
- 2020 : Zombies 2 de Paul Hoen
- 2020 : L'École de la magie de Joe Nussbaum
- 2020 : Phinéas et Ferb, le film : Candice face à l'univers de Bob Bowen
- 2020 : Bob l'éponge, le film : Éponge en eaux troubles de Tim Hill
- 2020 : Lego Star Wars : Joyeuses fêtes de Ken Cunningham
- 2020 : Le cygne et la princesse : Un mariage Royal de Richard Rich
- 2020 : Mank de David Fincher
- 2020 : Songbird d'Adam Mason
- 2020 : Minuit dans l'univers de George Clooney
- 2020 : The Good Criminal de Mark Williams
- 2020 : Soul de Pete Docter
- 2020 : Safety de Reginald Hudlin
- 2020 : Pieces of a Woman de Kornél Mundruczó
- 2020 : I Care a Lot de J Blakeson
- 2020 : Wonder Woman 1984 de Patty Jenkins
- 2020 : Sacrées Sorcières de Robert Zemeckis
- 2020 : Monster Hunter de Paul W. S. Anderson
- 2020 : Falling de Viggo Mortensen
- 2020 : Les Croods 2 : Une Nouvelle ère de Joel Crawford
- 2020 : Sentimental de Cesc Gay
- 2020 : Nous sommes là: Notes concernant la vie sur la planète Terre de Philip Hunt et Douglas Carrigan
- 2020 : Capone de Josh Trank
- 2020 : The Thing about Harry de Peter Paige
- 2020 : Antebellum de Gerard Bush et Christopher Renz
- 2020 : The Boy : La Malédiction de Brahms de William Brent Bell
- 2020 : On the Rocks de Sofia Coppola
- 2020 : French Exit d'Azazel Jacobs
- 2020 : Clouds de Justin Baldoni
- 2020 : Historias lamentables de Javier Fesser
- 2020 : Anti-Life de John Suits
- 2020 : Une ode américaine de Ron Howard
- 2020 : Howard de Don Hahn
- 2020 : The Banker de George Nolfi
- 2020 : The Grudge de Nicolas Pesce
- 2020 : Le Blues de Ma Rainey de George C. Wolfe
- 2020 : Out de Steven Clay Hunter
- 2020 : The Rescue de Dante Lam
- 2020 : Opération Joyeux Noël de Brian Herzlinger
- 2020 : Une famille cinq étoiles pour noël de Christie Will Wolf
- 2020 : Les Aventures d'Olaf de Dan Abraham et Trent Correy
- 2021 : Flora & Ulysses de Lena Khan
- 2021 : Une affaire de détails de John Lee Hancock
- 2021 : Raya et le Dernier Dragon de Don Hall, Carlos López Estrada, Paul Briggs et John Ripa
- 2021 : Cherry d'Anthony et Joe Russo
- 2021 : Zack Snyder's Justice League de Zack Snyder
- 2021 : Godzilla vs Kong d'Adam Wingard
- 2021 : Il Divin Codino : L'art du but par Roberto Baggio de Letizia Lamartire
- 2021 : Judas and the Black Messiah de Shaka King
- 2021 : Mortal Kombat de Simon McQuoid
- 2021 : Tom et Jerry de Tim Story
- 2021 : Dans les angles morts de Shari Springer Berman et Robert Pulcini
- 2021 : La Femme à la fenêtre de Joe Wright
- 2021 : Cruella de Craig Gillespie
- 2021 : Boss Level de Joe Carnahan
- 2021 : Billie Holiday, une affaire d'État de Lee Daniels
- 2021 : Conjuring : Sous l'emprise du Diable de Michael Chaves
- 2021 : Xtreme de Daniel Benmayor
- 2021 : Un homme en colère de Guy Ritchie
- 2021 : Luca d'Enrico Casarosa
- 2021 : D'où l'on vient de Jon Chu
- 2021 : Hitman and Bodyguard 2 de Patrick Hughes
- 2021 : Black Widow de Cate Shortland
- 2021 : Major Grom : Le Docteur de peste d'Oleg Trofime
- 2021 : Space Jam : Nouvelle Ère de Malcolm D. Lee
- 2021 : Spirale : L'Héritage de Saw de Darren Lynn Bousman
- 2021 : Nos mots comme des bulles de Kyōhei Ishiguro
- 2021 : Jungle Cruise de Jaume Collet-Serra
- 2021 : The Suicide Squad de James Gunn
- 2021 : Bartkowiak de Daniel Markowicz
- 2021 : Chaos Walking de Doug Liman
- 2021 : Free Guy de Shawn Levy
- 2021 : Reminiscence de Lisa Joy
- 2021 : Il est trop bien de Mark Waters
- 2021 : Nos pires amis de Clay Tarver
- 2021 : Shang-Chi et la Légende des Dix Anneaux de Destin Daniel Cretton
- 2021 : Just Say Yes d'Appie Boudellah et Aram van de Rest
- 2021 : Tout droit sortie de nulle part : Scooby-Doo rencontre Courage le chien froussard de Cecilia Aranovich
- 2021 : Dune de Denis Villeneuve
- 2021 : Snake Eyes de Robert Schwentke
- 2021 : L'Intrusion d'Adam Salky
- 2021 : Le Dernier Duel de Ridley Scott
- 2021 : Ron débloque de Sarah Smith et Jean-Philippe Vine
- 2021 : Venom: Let There Be Carnage d'Andy Serkis
- 2021 : Coda de Sian Heder
- 2021 : Halloween Kills de David Gordon Green
- 2021 : The Harder They Fall de Jeymes Samuel
- 2021 : Les Éternels de Chloé Zhao
- 2021 : Tick, Tick... Boom! de Lin-Manuel Miranda
- 2021 : La Méthode Williams de Reinaldo Marcus Green
- 2021 : Resident Evil : Bienvenue à Raccoon City de Johannes Roberts
- 2021 : Encanto : La Fantastique Famille Madrigal de Byron Howard, Jared Bush et Charise Castro Smith
- 2021 : Retour au bercail de Harry Cripps et Clare Knight
- 2021 : Dans les yeux de Tammy Faye de Michael Showalter
- 2021 : Spider-Man: No Way Home de Jon Watts
- 2021 : La Main de Dieu de Paolo Sorrentino
- 2021 : Matrix Resurrections de Lana Wachowski
- 2021 : The King's Man : Première Mission de Matthew Vaughn
- 2021 : The Lost Daughter de Maggie Gyllenhaal
- 2021 : Macbeth de Joel Coen
- 2021 : Silent Night de Camille Griffin
- 2021 : La scuola cattolica de Stefano Mordini
- 2021 : Time is Up d'Elisa Amoruso
- 2021 : Ice Road de Jonathan Hensleigh
- 2021 : Nightmare Alley de Guillermo del Toro
- 2021 : Hasta el cielo de Daniel Calparsoro
- 2021 : Nomadland de Chloé Zhao
- 2021 : Raging Fire de Benny Chan
- 2021 : 7 Prisonniers d'Alexandre Moratto
- 2021 : Killer Game de Patrick Brice
- 2021 : Monster Hunter de Paul W. S. Anderson
- 2021 : Pig de Michael Sarnoski
- 2021 : House of Gucci de Ridley Scott
- 2021 : Stuntman de Kurt Mattila
- 2021 : Maman, j'ai raté l'avion ! (ça recommence) de Dan Mazer
- 2021 : La Familia Perfecta d'Arantxa Echevarría
- 2021 : Anne+ : le film de Valerie Bisscheroux
- 2021 : Happy Family : en route pour l'aventure ! d'Holger Tappe
- 2021 : Evangelion: 3.0+1.0 Thrice Upon a Time d'Hideaki Anno, Kazuya Tsurumaki, Katsuichi Nakayama et Mahiro Maeda
- 2021 : Vivo de Kirk DeMicco
- 2021 : Arlo, le garçon alligator de Ryan Crego
- 2021 : Teen Titans Go! découvrent Space Jam
- 2021 : Snoopy présente : Le nouvel an de Lucy de Clay Kaytis
- 2021 : Qui es-tu, Charlie Brown ? de Michael Bonfiglio
- 2021 : Scooby-Doo et la Légende du Roi Arthur de Maxwell Atoms
- 2021 : Le Journal d'un dégonflé de Swinton O. Scott III
- 2021 : Le Bon, le Bart et le Loki de David Silverman
- 2021 : Muppets Haunted Mansion de Kirk R. Thatcher
- 2021 : Mickey et la Légende des deux sorcières de Jeff Gordon
- 2021 : Mickey & Minnie : le vœu de Noël de Broni Likomanov
- 2021 : Lego Star Wars : Histoires terrifiantes de Ken Cunningham
- 2021 : Descendants : Le Mariage royal
- 2021 : Spin : Pour l'amour de la musique de Manjari Makijany
- 2021 : Le Secret de la Momie d'Alex Zamm
- 2021 : Encore Noël ?! d'Andy Fickman
- 2022 : 355 de Simon Kinberg
- 2022 : Hôtel Transylvanie : Changements monstres de Derek Drymon et Jennifer Kluska
- 2022 : L'Âge de glace : Les Aventures de Buck Wild de John C. Donkin
- 2022 : Home Team de Charles et Daniel Kinanne
- 2022 : The Batman de Matt Reeves
- 2022 : Morbius de Daniel Espinosa
- 2022 : Alerte rouge de Domee Shi
- 2022 : Eaux profondes d'Adrian Lyne
- 2022 : The Weekend Away de Kim Farrant
- 2022 : Le Monde de Nate de Tim Federle
- 2022 : Treize à la douzaine de Gail Lerner
- 2022 : Les Bad Guys de Pierre Perifel
- 2022 : Les Animaux fantastiques : Les Secrets de Dumbledore de David Yates
- 2022 : La Ruse de John Madden
- 2022 : Doctor Strange in the Multiverse of Madness de Sam Raimi
- 2022 : Top Gun : Maverick de Joseph Kosinski
- 2022 : Firestarter de Keith Thomas
- 2022 : Tic et Tac, les rangers du risque d'Akiva Schaffer
- 2022 : Les Crimes du futur de David Cronenberg
- 2022 : Le Haut du panier de Jeremiah Zagar
- 2022 : Bob's Burgers, le film de Loren Bouchard et Bernard Derriman
- 2022 : Le monstre des mers de Chris Williams
- 2022 : 13 : la comédie musicale de Tamra Davis
- 2022 : Buzz l'Éclair d'Angus MacLane
- 2022 : Elvis de Baz Luhrmann
- 2022 : Thor: Love and Thunder de Taika Waititi
- 2022 : Rise : la véritable histoire des Antetokoumpo d'Akin Omotoso
- 2022 : Zombies 3 de Paul Hoen
- 2022 : Nope de Jordan Peele
- 2022 : Krypto et les Super-Animaux de Jared Stern et Sam Levine
- 2022 : Pinocchio de Robert Zemeckis
- 2022 : Fullmetal Alchemist : La vengeance de Scar de Fumihiko Sori
- 2022 : Fullmetal Alchemist : La dernière alchimie de Fumihiko Sori
- 2022 : Don't Worry Darling d'Olivia Wilde
- 2022 : Hocus Pocus 2 d'Anne Fletcher
- 2022 : The Woman King de Gina Prince-Bythewood
- 2022 : Coup de théâtre de Tom George
- 2022 : Black Adam de Jaume Collet-Serra
- 2022 : Black Panther: Wakanda Forever de Ryan Coogler
- 2022 : Il était une fois 2 d'Adam Shankman
- 2022 : Avatar : La Voie de l'eau de James Cameron
- 2022 : Luck de Peggy Holmes
- 2022 : Wendell et Wild de Henry Selick
- 2022 : Le Destin des Tortues Ninja, le film d'Ant Ward et Andy Suriano
- 2022 : Teen Titans Go et DC Super Hero Girls : Pagaille dans le Multivers de Matt Peters et Katie Rice
- 2022 : Le Roi Titi de Careen Ingle
- 2022 : Scooby-Doo et la mission d'Halloween d'Audie Harrison
- 2022 : Snoopy présente : Chaque geste compte Charlie Brown de Raymond S. Persi
- 2022 : Snoopy présente : Bonne fête Maman (et Papa) ! de Clay Kaytis
- 2022 : L'enfant, la taupe, le renard et le cheval de Peter Baynton
- 2022 : Tad l'explorateur et la table d'émeraude d'Enrique Gato
- 2022 : Le Journal d'un dégonflé : Rodrick fait sa loi de Luke Cormican
- 2022 : Mickey sauve Noël de David H. Brooks
- 2022 : Lego Star Wars : C'est l'été ! de Ken Cunningham
- 2022 : La Nuit au musée : Le Retour de Kahmunrah de Matt Danner et Justin Lovell
- 2022 : Avalonia, l'étrange voyage de Don Hall
- 2022 : Le Chat potté 2 : La Dernière Quête de Joel Crawford et Januel P. Mercado
- 2022 : Pinocchio de Guillermo del Toro
- 2022 : Enzo le Croco de Josh Gordon et Will Speck
- 2022 : Matilda de Matthew Warchus
- 2022 : Amsterdam de David O. Russell
- 2022 : La Petite Nemo et le Monde des rêves de Francis Lawrence
- 2022 : Glass Onion : Une histoire à couteaux tirés de Rian Johnson
- 2022 : Rosaline de Karen Maine
- 2022 : Emancipation d'Antoine Fuqua
- 2022 : Bones and All de Luca Guadagnino
- 2022 : Sex Nerd de Talia Osteen
- 2022 : F*ck l'amour, toujours ! d'Appie Boudellah et Aram van de Rest
- 2022 : Une vie ou l'autre de Wanuri Kahiu
- 2022 : Barbare de Zach Cregger
- 2022 : Sans issue de Damien Power
- 2022 : Marry Me de Kat Coiro
- 2022 : Darby and the Dead de Silas Howard
- 2022 : Hollywood Stargirl de Julia Hart
- 2022 : Quatre Moitiés d'Alessio Maria Federici
- 2022 : Silverton Siege de Mandla Dube
- 2022 : Treize Vies de Ron Howard
- 2022 : Le Téléphone de M. Harrigan de John Lee Hancock
- 2022 : La Bulle de Judd Apatow
- 2022 : I Came By de Babak Anvari
- 2022 : Le Menu de Mark Mylod
- 2022 : Bros de Nicholas Stoller
- 2022 : Moonfall de Roland Emmerich
- 2022 : Causeway de Lila Neugebauer
- 2022 : Spiderhead de Joseph Kosinski
- 2022 : Fresh de Mimi Cave
- 2022 : Jackass Forever de Jeff Tremaine
- 2022 : Men d'Alex Garland
- 2022 : Prey de Dan Trachtenberg
- 2022 : Mort sur le Nil de Kenneth Branagh
- 2022 : Black Phone de Scott Derrickson
- 2022 : Trois mille ans à t'attendre de George Miller
- 2022 : Freaks Out de Gabriele Mainetti
- 2022 : Perdus dans l'Arctique de Peter Flinth
- 2022 : La Proie du diable de Daniel Stamm
- 2022 : Esther 2 : Les Origines de William Brent Bell
- 2022 : The Binge 2 : Joyeuses Fêtes de Jordan VanDina
- 2022 : Werewolf by Night de Michael Giacchino
- 2022 : Les Gardiens de la Galaxie : Joyeuses Fêtes de James Gunn
- 2022 : Spirited : L'Esprit de Noël de Sean Anders
- 2022 : Le Journal de Noël de Charles Shyer
- 2022 : L'Amant de lady Chatterley de Laure de Clermont-Tonnerre
- 2022 : White Noise de Noah Baumbach
- 2022 : Vivre d'Oliver Hermanus
- 2022 : Les Bonnes Étoiles d'Hirokazu Kore-eda
- 2022 : Chapardeur ! de James Bowman
- 2022 : Halloween Ends de David Gordon Green
- 2022 : Cha Cha Real Smooth de Cooper Raiff
- 2022 : Un Mystère à Noël de Alex Ranarivelo
- 2023 : Mayday de Jean-François Richet
- 2023 : Misanthrope de Damián Szifrón
- 2023 : Ant-Man et la Guêpe : Quantumania de Peyton Reed
- 2023 : Marlowe de Neil Jordan
- 2023 : Les Gardiens de la Galaxie Vol. 3 de James Gunn
- 2023 : Lupin III vs. Cat's Eye d'Hiroyuki Seshita, Kōbun Shizuno et Keisuke Ide
- 2023 : Toi chez moi et vice-versa d'Aline Brosh McKenna
- 2023 : Luther : Soleil déchu de Neil Cross
- 2023 : Creed 3 de Michael B. Jordan
- 2023 : La Petite Sirène de Rob Marshall
- 2023 : Peter Pan et Wendy de David Lowery
- 2023 : Le pari de Chang de Jingyi Shao
- 2023 : Super Mario Bros. le film d'Aaron Horvath et Michael Jelenic
- 2023 : Ruby, l'ado Kraken de Kirk DeMicco
- 2023 : Sacrées Momies de Juan Jesús García Galocha
- 2023 : Miraculous, le film de Jeremy Zag
- 2023 : Élémentaire de Peter Sohn
- 2023 : Lego Disney Princesse : Les aventures au château de Michael D. Black
- 2023 : Le cygne et la princesse : La naissance d'un conte de fées de Richard Rich
- 2023 : John Wick : Chapitre 4 de Chad Stahelski
- 2023 : Shazam! La Rage des Dieux de David F. Sandberg
- 2023 : The Flash d'Andrés Muschietti
- 2023 : Indiana Jones et le Cadran de la destinée de James Mangold
- 2023 : Murder Mystery 2 de Jeremy Garelick
- 2023 : L'Étrangleur de Boston de Matt Ruskin
- 2023 : Les Blancs ne savent pas sauter de Calmatic
- 2023 : Ghosted de Dexter Fletcher
- 2023 : Missing : Disparition inquiétante de Will Merrick et Nicholas D. Johnson
- 2023 : Fanfik de Marta Karwowska
- 2023 : Spider-Man : Across the Spider-Verse de Kemp Powers, Joaquim Dos Santos et Justin K. Thompson
- 2023 : Evil Dead Rise de Lee Cronin
- 2023 : Barbie de Greta Gerwig
- 2023 : Quasi de Kevin Heffernan
- 2023 : Oppenheimer de Christopher Nolan
- 2023 : Mission impossible : Dead Reckoning de Christopher McQuarrie
- 2023 : En eaux très troubles de Ben Wheatley
- 2023 : Blue Beetle d'Angel Manuel Soto
- 2023 : The Marvels de Nia DaCosta
- 2023 : Killers of the Flower Moon de Martin Scorsese
- 2023 : Les Trolls 3 de Walt Dohrn
- 2023 : Il était une fois un studio de Trent Correy et Dan Abraham
- 2023 : Chicken Run : La Menace nuggets de Sam Fell
- 2023 : La Maison du mal de Samuel Bodin
- 2023 : Hunger Games : La Ballade du serpent et de l'oiseau chanteur de Francis Lawrence
- 2023 : Wish, Asha et la bonne étoile de Chris Buck et Fawn Veerasunthorn (ca)
- 2023 : Dumb Money de Craig Gillespie
- 2023 : Five Nights at Freddy's d'Emma Tammi
- 2023 : Napoléon de Ridley Scott
- 2023 : Leo de Robert Marianetti, Robert Smigel et David Wachtenheim
- 2023 : Lego Marvel Avengers: Code Rouge de Ken Cunningham
- 2023 : Wonka de Paul King
- 2023 : Aquaman et le Royaume perdu de James Wan
- 2023 : Pauvres Créatures de Yorgos Lanthimos
- 2023 : Asteroid City de Wes Anderson
- 2023 : Scooby-Doo et Krypto de Cecilia Aranovich
- 2023 : Taz: La quête du Burger de Ryan Kramer
- 2023 : Kandahar de Ric Roman Waugh
- 2023 : Mission : Cadeaux de Alberto Belli
- 2023 : King Shakir Recycle de Haluk Can Dizdaroglu
- 2023 : Journal d'un dégonflé : Un Noël carrément claustro ! de Luke Cormican
- 2023 : Ma vie après toi 2 de Joanna Lombardi
- 2023 : Toi et moi ? de Raine Allen Miller
- 2023 : La Nonne : La Malédiction de Sainte-Lucie de Michael Chaves
- 2023 : Maestro de Bradley Cooper
- 2023 : Renfield de Chris McKay
- 2023 : Sans jamais nous connaître de Andrew Haigh
- 2023 : The Beanie Bubble de Kristin Gore et Damian Kulash
- 2023 : Flora and Son de John Carney
- 2023 : Fingernails de Christos Nikou
- 2023 : Quiz Lady de Jessica Yu
- 2023 : Expendables 4 de Scott Waugh
- 2023 : Saw X de Kevin Greutert
- 2023 : La Pat' Patrouille : La Super Patrouille, le film de Cal Brunker
- 2023 : Run Rabbit Run de Daiana Reid
- 2023 : Un Noël pas comme les autres de Tim Story
- 2023 : Nos pires amis 2 de Clay Tarver
- 2023 : Flamin' Hot de Eva Longoria
- 2023 : Le Manoir hanté de Justin Simien
- 2023 : Le cygne et la princesse : Pour toujours et au-delà de Richard Rich
- 2023 : Insidious: The Red Door de Patrick Wilson
- 2023 : L'Exorciste du Vatican de Julius Avery
- 2023 : Mystère à Venise de Kenneth Branagh
- 2023 : Sharper de Benjamin Caron
- 2023 : The Creator de Gareth Edwards
- 2024 : La Couleur pourpre de Blitz Bazawule
- 2024 : Argylle de Matthew Vaughn
- 2024 : Bob Marley: One Love de Reinaldo Marcus Green
- 2024 : Dune, deuxième partie de Denis Villeneuve
- 2024 : Imaginary de Jeff Wadlow
- 2024 : La Planète des singes : Le Nouveau Royaume de Wes Ball
- 2024 : Bad Boys: Ride or Die d'Adil El Arbi et Bilall Fallah
- 2024 : Deadpool et Wolverine de Shawn Levy
- 2024 : Borderlands d'Eli Roth
- 2024 : Joker: Folie à Deux de Todd Phillips
- 2024 : Transformers : Le Commencement de Josh Cooley
- 2024 : Venom: The Last Dance de Kelly Marcel
- 2024 : Kraven le Chasseur de J. C. Chandor
- 2024 : Mufasa : Le Roi lion de Barry Jenkins
- 2024 : Vice-versa 2 de Kelsey Mann
- 2024 : L'Imaginaire de Yoshiyuki Momose
- 2024 : Descendants : L'Ascension de Red de Jennifer Phang
- 2024 : Les Green à Big City, le film : Vacances dans l'espace de Anna O'Brian
- 2024 : S.O.S. Bikini Bottom : Une Mission pour Sandy Écureuil de Liza Johnson
- 2024 : Wicked de Jon Chu
- 2024 : Beetlejuice Beetlejuice de Tim Burton
- 2024 : Better Man de Michael Gracey
- 2024 : Jusqu'au bout du monde de Viggo Mortensen
- 2024 : Juré n° 2 de Clint Eastwood
- 2024 : The Instigators de Doug Liman
- 2024 : Wolfs de Jon Watts
- 2024 : Ellian et le Sortilège de Vicky Jenson
- 2024 : Le Seigneur des Anneaux : La Guerre des Rohirrim de Kenji Kamiyama
- 2024 : Civil War de Alex Garland
- 2024 : Immaculée de Michael Mohan
- 2024 : The Crow de Rupert Sanders
- 2024 : Les Intrus de Renny Harlin
- 2024 : Vaiana 2 de David G. Derrick Jr.
- 2024 : To the Moon de Greg Berlanti
- 2024 : Abigail de Matt Bettinelli-Olpin et Tyler Gillett
- 2024 : Kinds of Kindness de Yórgos Lánthimos
- 2024 : Les Guetteurs de Abel Korzeniowski
- 2024 : Shirley de John Ridley
- 2024 : Face à la mer : L'Histoire de Trudy Ederle de Joachim Rønning
- 2024 : Rez Ball de Sydney Freeland
- 2024 : Si Je Tombe de Stelana Kliris
- 2024 : La Planète des singes : Le Nouveau Royaume de Wes Ball
- 2024 : Beautiful Wedding de Roger Kumble
- 2024 : Le Silence de Mélodie de Amber Sealey
- 2024 : Nicky Larson de Sato Yuichi
- 2024 : Un Parfait Gentleman de Onur Bilgetay
- 2024 : Lego Marvel Avengers : Mission Démolition de Ken Cunningham
- 2024 : Nightbitch de Marielle Heller
- 2024 : Ce Noël-là de Simon Otto
- 2024 : Red One de Jake Kasdan
- 2024 : Caddo Lake de Celine Held et Logan George
- 2024 : Unfrosted : L'Épopée de la Pop-Tart de Jerry Seinfeld
- 2024 : En plein vol de F. Gary Gray
- 2024 : Irish Wish de Janeen Damian
- 2024 : Blitz de Steve McQueen
- 2024 : Laapataa Ladies de Kiran Rao
- 2024 : La Mère de la mariée de Mark Waters
- 2024 : Alien: Romulus de Fede Álvarez
- 2024 : Godzilla x Kong : Le Nouvel Empire de Adam Wingard
- 2024 : Furiosa : Une saga Mad Max de George Miller
- 2024 : Horizon : Une saga américaine, chapitre 1 de Kevin Costner
- 2024 : Speak No Evil de James Watkins
- 2024 : Race for Glory: Audi vs. Lancia de Stefano Mordini
- 2024 : MaXXXine de Ti West
- 2024 : Kill 'Em All 2 de Valeri Milev
- 2024 : The Piano Lesson de Malcolm Washington
- 2024 : Joy de Ben Taylor
- 2024 : Trap de M. Night Shyamalan
- 2024 : Iron Claw de Sean Durkin
- 2024 : Umjolo : Folle amoureuse de Fikile Mogodi
- 2024 : Umjolo : Tellement proches de Fikile Mogodi
- 2024 : Maybe Baby 2 de Barbara Topsoe-Rothenborg
- 2025 : Plankton: Le Film de David Needham
- 2025 : Wallace et Gromit : La Palme de la vengeance de Nick Park et Merlin Crossingham
- 2025 : Captain America: Brave New World de Julius Onah
- 2025 : The Monkey de Oz Perkins
- 2025 : Blanche-Neige de Marc Webb
- 2025 : Paddington au Pérou de Dougal Wilson
- 2025 : Mickey 17 de Bong Joon-ho
- 2025 : Companion de Drew Hancock
- 2025 : A Real Pain de Jesse Eisenberg
- 2025 : Un Week-end en Enfer de Craig Johnson
- 2025 : The Gorge de Scott Derrickson
- 2025 : Exquis de Nele Mueller-Stöfen
- 2025 : Minecraft, le film de Jared Hess
- 2025 : The Amateur de James Hawes
- 2025 : Thunderbolts* de Jake Schreier
- 2025 : Wolf Man de Leigh Whannell
- 2025 : Vol à haut risque de Mel Gibson
- 2025 : Sinners de Ryan Coogler
- 2025 : La Rose de Versailles de Ai Yoshimura
- 2025 : Exterritorial de Christian Zübert
- 2025 : Umjolo : C'est moi qui décide de Zuko Nodada
- 2025 : Umjolo : L'amour incurable de Mthunzi Dubazana
- 2025 : Lilo et Stitch de Dan Fleischer Camp
- 2025 : Mission: Impossible - The Final Reckoning de Christopher McQuarrie
- 2025 : Fountain of Youth de Guy Ritchie
- 2025 : Echo Valley de Michael Pearce
- 2025 : Elio de Madeline Sharafian, Domee Shi et Adrian Molina
- 2025 : F1 de Joseph Kosinski
- 2025 : The Old Guard 2 de Victoria Mahoney
- 2025 : Les Schtroumpfs, le film de Chris Miller
- 2025 : Les Quatre Fantastiques : Premiers pas de Matt Shakman

### Séries télévisées
- 1928 - 1953 : Mickey Mouse
- 1930 - 2011 : Looney Tunes  (2d doublage, 1997)
- 1937 - 1961 : Donald Duck
- 1939 - 2007 : Dingo
- 1940 - 2005 : Tom et Jerry  (2e doublage)
- 1943 - 1958 : Droopy
- 1944 - 1946 : Casse-noisettes
- 1953 - 1963 : Ralph le loup et Sam le chien
- 1962 - 1987 : Les Jetson (redoublage S1, Ep.02)
- 1973 - 2009 : Schoolhouse Rock!
- 1976 - 1981 : Le Muppet Show (2d doublage, 2022)
- 1981 - 1983 : Spider-Man et ses amis extraordinaires
- 1985 - 1992 : Les Craquantes (septième saison, 2021)
- 1987 - 1997 : Mariés, deux enfants (saisons 8 à 11)
- 1988 - en production : Hôpital central
- 1988 - 1991 : Scooby-Doo : Agence Toutou Risques (saisons 2 à 4)
- 1989 - en production : Les Feux de l'amour
- 1989 - 2001 : Alerte à Malibu
- 1991 - 1996 : L'As de la crime
- 1991 - 1999 : Les Dessous de Palm Beach
- 1991 - 1999 : Papa bricole
- 1992 - 1993 : La Bande à Dingo
- 1992 - 1995 : La Bible : L'Ancien testament
- 1993 - 1999 : Une nounou d'enfer
- 1993 - 2000 : Incorrigible Cory
- 1993 - 2002 : X-Files : Aux frontières du réel (saisons 1 à 9)
- 1993 - 1998 : Docteur Quinn, femme médecin
- 1993 - 2005 : New York Police Blues (doublage 2022)
- 1993 : Le Marsupilami
- 1993 - 1994 : Bonkers
- 1994 - 1999 : Mais où se cache Carmen Sandiego ?
- 1994 - 1995 : Aladdin
- 1994 - 2003 : Les Anges du bonheur
- 1994 - 1997 : Gargoyles, les anges de la nuit
- 1994 - 2000 : La Vie à cinq
- 1994 - 1995 : Models Inc.
- 1994 : Le Fléau
- 1995 - 1997 : Salut les frangins
- 1995 - 1998 : Cybill
- 1995 - 1998 : Gadget Boy
- 1995 - 1998 : Minus et Cortex
- 1995 - 1999 : Timon et Pumbaa
- 1995 - 2002 : Titi et Grosminet mènent l'enquête (2e doublage, saisons 2 à 5)
- 1995 - 1996 : Princesse Starla et les Joyaux magiques
- 1995 - 1997 : The Mask, la série animée
- 1995 : Croquette et Snif
- 1996 - 1997 : Moloney
- 1996 - 1999 : Clueless
- 1996 - 2000 : Demain à la une
- 1996 - 2001 : Le Clown
- 1996 - 2003 : Le Laboratoire de Dexter
- 1996 - 1997 : Les Aventures des Pocket Dragons
- 1996 - 1997 : Couacs en vrac
- 1996 - 1998 : Le Livre de la jungle, souvenirs d'enfance
- 1996 : Projet Geeker
- 1997 - 1999 : Le Show des Végétaloufs
- 1997 - 2000 : Face Caméra
- 1997 - 2000 : Student Bodies
- 1997 - 1998 : Michael Hayes
- 1997 - 1998 : Un pasteur d'enfer
- 1997 - 2004 : Johnny Bravo
- 1997 - 2001 : Men in Black
- 1997 - 1998 : Les 101 Dalmatiens, la série
- 1997 - 1998 : Dragon Flyz
- 1997 - 1998 : Fifi Brindacier
- 1997 - 2004 : Tabaluga
- 1998 - 2000 : Les Sept Mercenaires
- 1998 - 2000 : Oh Baby
- 1998 - 2001 : Rude Awakening
- 1998 - 1999 : Traque sur Internet
- 1998 - 1999 : L.A. Docs
- 1998 - 1999 : Love Therapy
- 1998 - 2007 : Un gars du Queens
- 1998 - 2003 : Dawson
- 1998 - 2000 : Histeria!
- 1998 - 2005 : Les Supers Nanas
- 1998 - 1999 : Hercule
- 1998 - 2000 : Godzilla, la série
- 1999 - 2006 : À la Maison-Blanche (saisons 3 à 7)
- 1999 : Action
- 1999 - 2002 : Associées pour la loi
- 1999 - 2000 : Shasta
- 1999 - 2000 : Sarah
- 1999 - 2001 : Popular (saison 2)
- 1999 - 2001 : Destins croisés
- 1999 - 2001 : Gimme, Gimme, Gimme
- 1999 - 2001 : Aux frontières de l'étrange
- 1999 - 2003 : Farscape
- 1999 - 2009 : Ed, Edd & Eddy
- 1999 - 2004 : Rocket Power
- 1999 - 2000 : Mickey Mania
- 1999 - 2000 : Beast Machines: Transformers
- 1999 - 2005 : Flipper et Lopaka
- 1999 - 2000 : Dilbert
- 1999 - 2002 : Courage, le chien froussard (saisons 3 à 4)
- 1999 : Los Angeles Heat
- 1999 : Le Royaume
- 1999 - en production : Futurama (Depuis la saison 8)
- 2000 - 2011 : Ma tribu
- 2000 - 2015 : Des jours et des vies
- 2000 - 2001 : Le Fugitif
- 2000 - 2001 : Bette
- 2000 - 2001 : Grosse Pointe
- 2000 - 2001 : Powder Park
- 2000 - 2001 : Un si beau monde
- 2000 - 2002 : Sheena, Reine de la Jungle
- 2000 - 2002 : Mysterious Ways : Les Chemins de l'étrange
- 2000 - 2002 : Les Enquêtes de Nero Wolfe (épisodes 2 à 29)
- 2000 - 2004 : Six Sexy
- 2000 - 2002 : Moumoute, un mouton dans la ville
- 2000 - 2004 : Static Choc
- 2000 - 2003 : X-Men: Evolution
- 2000 - 2005 : Jackie Chan
- 2000 - 2001 : Arc-en-ciel le plus beau poisson des océans
- 2000 - 2003 : Lapitch, le petit cordonnier
- 2000 : Les Cochons d'à côté
- 2000 : Poochini
- 2000 : Les Médiums
- 2000 : The Street
- 2000 : Young Americans
- 2001 - 2006 : La Ligue des justiciers
- 2001 - 2006 : Alias
- 2001 - 2002 : Les Années campus
- 2001 - 2002 : The Job
- 2001 - 2002 : Le Journal intime d'un homme marié
- 2001 - 2002 : Les Enquêtes de Nero Wolfe
- 2001 - 2004 : Le Protecteur
- 2001 - 2004 : Et alors ?
- 2001 - 2005 : Ma famille d'abord
- 2001 : Frères d'armes (mini-série)
- 2001 - 2002 : The Tick
- 2001 - 2002 : V.I.P. (saison 4)
- 2001 - 2002 : Wolf Lake
- 2001 - 2002 : Aux portes du cauchemar
- 2001 : The Lone Gunmen : Au cœur du complot
- 2001 : Voleurs de charme
- 2001 - 2009 : According to Jim
- 2001 - 2010 : Scrubs
- 2001 - 2011 : Smallville
- 2001 - 2011 : Deux Blondes et des chips
- 2001 - 2002 : Le Projet Zeta
- 2001 - 2003 : Time Squad, la patrouille du temps
- 2001 - 2008 : Billy et Mandy, aventuriers de l'au-delà
- 2001 - 2004 : Samouraï Jack (saisons 1 à 4)
- 2001 - 2003 : La Légende de Tarzan
- 2001 - 2003 : Disney's tous en boîte
- 2001 - 2004 : Stanley
- 2001 - 2002 : Cyborg 009
- 2001 - 2004 : Sourire d'enfer
- 2002 - 2008 : The Shield
- 2002 - 2008 : Sur écoute
- 2002 - 2005 : Baby Looney Tunes
- 2002 - 2006 : Quoi d'neuf Scooby-Doo ?
- 2002 - 2005 : ¡Mucha Lucha!
- 2002 - 2004 : Ozzy & Drix
- 2002 - 2004 : Teamo Supremo
- 2002 - 2007 : Kim Possible
- 2002 - 2008 : Nom de code : Kids Next Door
- 2002 - 2004 : RoboBlatte
- 2002 - 2004 : American Family
- 2002 - 2004 : Odyssey 5
- 2002 - 2005 : Touche pas à mes filles
- 2002 - 2005 : Sue Thomas, l'œil du FBI
- 2002 - 2007 : Gilmore Girls (saisons 3 à 7)
- 2002 - 2006 : Everwood
- 2002 : Haunted
- 2002 : Disparition (mini-série)
- 2003 - 2004 : Agence Matrix
- 2003 : Angels in America
- 2003 - 2007 : Newport Beach
- 2003 - 2005 : Duck Dodgers
- 2003 - 2006 : Teen Titans : Les Jeunes Titans
- 2003 - 2006 : Xiaolin Showdown
- 2003 - 2005 : Star Wars: Clone Wars
- 2003 - 2006 : Lilo et Stitch, la série
- 2003 - 2007 : Jojo Circus
- 2003 - 2004 : Astro Boy
- 2003 - 2004 : Pichi Pichi Pitch : La Mélodie des Sirènes
- 2003 - 2004 : Shin Hokuto no Ken
- 2003 : Stuart Little
- 2003 - 2007 : Phénomène Raven
- 2003 - 2005 : Le Monde de Joan
- 2003 - 2005 : La Caravane de l'étrange
- 2003 - 2006 : Missing : Disparus sans laisser de trace
- 2003 - 2006 : La Star de la famille
- 2003 - 2004 : Line of Fire
- 2003 - 2008 : La Famille Serrano (saisons 5 à 8)
- 2003 : The Lyon's Den
- 2003 : Miracles
- 2003 : Keen Eddie
- 2003 : Veritas: The Quest
- 2003 - 2015 : Flics toujours
- 2003 - en production : Affaires non classées
- 2004 - 2010 : Lost : Les Disparus
- 2004 - 2011 : Entourage
- 2004 - 2011 : Rescue Me : Les Héros du 11 septembre
- 2004 - 2012 : Desperate Housewives
- 2004 - 2013 : Shameless
- 2004 - 2005 : Megas XLR
- 2004 - 2009 : Foster, la maison des amis imaginaires
- 2004 - 2006 : Hi Hi Puffy AmiYumi
- 2004 - 2008 : Batman
- 2004 - 2013 : Winx Club (saisons 1 à 5)
- 2004 - 2014 : Bienvenue à Lazy Town
- 2004 - 2005 : Dave le barbare
- 2004 - 2006 : Brandy et M. Moustache
- 2004 - 2006 : Mega Robot Super Singes Hyperforce Go !
- 2004 - 2008 : Les Héros d'Higglyville
- 2004 - 2008 : Miss Spider
- 2004 - 2005 : Kevin Hill
- 2004 - 2005 : Hex : La Malédiction
- 2004 - 2005 : La Vie comme elle est
- 2004 - 2006 : Phil du futur
- 2004 - 2006 : Huff
- 2004 : Kingdom Hospital
- 2005 - 2006 : Beautiful People
- 2005 - 2010 : Ghost Whisperer
- 2005 - 2006 : Commander in Chief
- 2005 - 2006 : Freddie
- 2005 - 2006 : Sugar Rush
- 2005 - 2006 : Night Stalker : Le Guetteur
- 2005 - 2007 : Close To Home : Juste Cause
- 2005 - 2007 : Police maritime
- 2005 - 2015 : Jesse Stone
- 2005 - 2015 : What About Brian
- 2005 - en production : Doctor Who
- 2005 - 2020 : Esprits criminels
- 2005 -  en production : Grey's Anatomy
- 2005 - 2006 : Krypto le superchien
- 2005 - 2007 : Les Loonatics
- 2005 - 2007 : Juniper Lee
- 2005 - 2008 : Camp Lazlo
- 2005 - 2008 : Mon copain de classe est un singe
- 2005 - 2008 : Ben 10
- 2005 - 2014 : The Boondocks
- 2005 - 2006 : Le Monde de Maggie
- 2005 - 2007 : American Dragon : Jake Long
- 2005 - 2009 : Les Petits Einstein
- 2005 - 2008 : La Vie de palace de Zack et Cody
- 2005 : Into the West (mini-série)
- 2005 : Révélations
- 2005 : Golden Hour : urgences extrêmes
- 2005 : Blind Justice
- 2006 - 2007 : Day Break
- 2006 - 2010 : Ugly Betty
- 2006 - 2011 : Hannah Montana
- 2006 - 2011 : Torchwood
- 2006 - 2011 : Brothers and Sisters
- 2006 - 2009 : Kyle XY
- 2006 - 2010 : Pour le meilleur et le pire
- 2006 - 2007 : Big Day
- 2006 - 2007 : Falcon Beach
- 2006 - 2007 : SMS, des rêves plein la tête
- 2006 - 2007 : Six Degrees
- 2006 - 2007 : What About Brian
- 2006 - 2007 : Fallen (mini-série)
- 2006 - 2007 : Life on Mars
- 2006 - 2007 : Les Supers Nanas Zeta
- 2006 - 2008 : Kuzco, un empereur à l'école
- 2006 - 2009 : Les Remplaçants
- 2006 - 2013 : Manny et ses outils
- 2006 - 2008 : La Légende des super-héros
- 2006 - 2016 : La Maison de Mickey
- 2006 - 2008 : Tom et Jerry Tales
- 2006 - 2008 : Sammy et Scooby en folie
- 2006 - 2008 : Classe 3000
- 2006 - 2008 : Un écureuil chez moi
- 2006 - 2013 : Metalocalypse
- 2006 : Dernier Recours
- 2006 : South Beach
- 2006 : Blade
- 2006 : Runaway
- 2006 : Sinchronicity
- 2006 : Affaires d'États
- 2007 : Les As du braquage
- 2007 : In Case of Emergency
- 2007 : Jonah et le pur-sang
- 2007 : Painkiller Jane
- 2007 - 2012 : Chuck
- 2007 - 2012 : Les Sorciers de Waverly Place
- 2007 - 2008 : Big Shots
- 2007 - 2008 : October Road, un nouveau départ
- 2007 - 2008 : Post mortem
- 2007 - 2008 : Dirt
- 2007 - 2008 : Dirty Sexy Money
- 2007 - 2008 : Cory est dans la place
- 2007 - 2009 : Flight of the Conchords
- 2007 - 2009 : Le Diable et moi
- 2007 - 2009 : Samantha qui ?
- 2007 - 2009 : Retour à Lincoln Heights
- 2007 - 2009 : The Best Years
- 2007 - 2012 : Damages
- 2007 - 2014: American Wives
- 2007 - 2019 : The Big Bang Theory
- 2007 - 2013 : Private Practice
- 2007 - 2010 : Chowder
- 2007 - 2008 : Jimmy délire
- 2007 - 2008 : L'Île des défis extrêmes
- 2007 - 2008 : Bunnytown
- 2007 - 2010 : Mes amis Tigrou et Winnie
- 2007 - 2016 : Super Tom et Les Motamots
- 2007 - 2010 : Satisfaction
- 2007 - 2010 : Durham County
- 2007 - 2010 : Les Tudors
- 2007 - 2011 : Nick Cutter et les Portes du temps
- 2007 - 2011 : Sea Patrol
- 2007 - 2011 : Greek
- 2007 - 2013 : Leçons sur le mariage
- 2007 - 2015 : Yo Gabba Gabba!
- 2008 - 2009 : Terminator : Les Chroniques de Sarah Connor
- 2008 - 2009 : L'Agence N°1 des dames détectives
- 2008 - 2009 : Eli Stone
- 2008 - 2012 : Merlin
- 2008 - 2012, 2020 : Star Wars: The Clone Wars (saisons 1 à 4 et 7)
- 2008 - 2013 : Breaking Bad
- 2008 - 2015 : Mentalist
- 2008 - 2010 : Les Merveilleuses Mésaventures de Flapjack
- 2008 - 2010 : Ben 10: Alien Force
- 2008 - 2011 : Batman : L'Alliance des héros
- 2008 - 2011 : Stitch !
- 2008 - 2014 : Cars Toon
- 2008 - 2015 : Phinéas et Ferb
- 2008 - 2009 : Spectacular Spider-Man
- 2008 : Les Aventures de Hello Kitty et ses amis
- 2008 : Au pays du Père Noël
- 2008 : Generation Skill
- 2008 : Samurai Girl
- 2008 : Cashmere Mafia
- 2008 : La Loi de Canterbury
- 2008 - 2011 : La Vie de croisière de Zack et Cody
- 2008 - 2011 : Sanctuary
- 2008 - 2014 : True Blood
- 2008 - 2013 : La Vie secrète d'une ado ordinaire
- 2008 - 2009 : Raising the Bar : Justice à Manhattan
- 2008 - 2010 : Legend of the Seeker : L'Épée de vérité
- 2008 - 2010 : En Cuisine avec Zechef
- 2008 - 2010 : Lose attitude
- 2008 - en production : Le Rêve de Diana (saisons 3 à aujourd'hui)
- 2009 - 2015 : Mon oncle Charlie (saisons 6 à 12)
- 2009 - 2020 : Supernatural (saisons 4 à 15)
- 2009 - 2017 : Vampire Diaries
- 2009 - 2015 : Cougar Town
- 2009 - 2015 : Community
- 2009 : The Beast
- 2009 - 2016 : Castle
- 2009 - 2014 : Drop Dead Diva
- 2009 - 2015 : Mentalist
- 2009 - 2013 : Kenny Powers
- 2009 - 2012 : Championnes à tout prix
- 2009 - 2011 : Hawthorne : Infirmière en chef
- 2009 - 2011 : United States of Tara
- 2009 - 2011 : The Super Hero Squad Show
- 2009 - 2012 : Agent Spécial Oso
- 2009 - 2012 : Mickey trop drôle
- 2009 - 2010 : Fanboy et Chum Chum (saison 1)
- 2009 - 2010 : Zeke et Luther
- 2009 - 2010 : Jonas L.A.
- 2009 - 2010 : Jake et Blake
- 2009 - 2010 : Aaron Stone
- 2009 - 2011 : I'm in the Band : Ma vie de rocker
- 2009 - 2011 : Sonny
- 2009 - 2010 : Flashforward
- 2009 - 2010 : 10 Things I Hate About You
- 2009 : Valemont
- 2009 : Demons
- 2009 : Sit Down, Shut Up
- 2009 : Woke Up Dead
- 2010 - 2015 : Justified
- 2010 : L’Enfer du Pacifique
- 2010 : Happy Town
- 2010 : Past Life
- 2010 : The Whole Truth
- 2010 : Tower Prep
- 2010 - 2011 : Super Hero Family
- 2010 - 2011 : Human Target : La Cible
- 2010 - 2011 : Detroit 1-8-7
- 2010 - 2015 : Lost Girl
- 2010 - 2013 : Paire de rois
- 2010 - 2013 : The Big C
- 2010 - 2013 : Treme
- 2010 - 2014 : Bonne chance Charlie
- 2010 - 2013 : Shake It Up
- 2010 - 2012 : Undercovers
- 2010 - 2012 : Lip Service
- 2010 - 2012 : Ben 10: Ultimate Alien
- 2010 - 2013 : Scooby-Doo : Mystères associés
- 2010 - 2022 : La Ligue des justiciers : Nouvelle Génération
- 2010 - 2012 : Avengers : L'Équipe des super-héros
- 2010 - 2014 : Ça bulle !
- 2010 - 2013 : Mad
- 2010 - 2011 : Pop Pixie
- 2010 - 2011 : Défis extrêmes : La Tournée mondiale
- 2011 - 2017 : Episodes
- 2011 - 2012 : La Loi selon Harry
- 2011 - 2017 : Switched
- 2011 - 2012 :  The Secret Circle
- 2011 - 2013 : Body of proof
- 2011 - 2013 : La Diva du divan
- 2011 - 2013 : Happy Endings
- 2011 - 2014 : Franklin and Bash
- 2011 - 2014 : Section Genius
- 2011 - 2014 : Suburgatory
- 2011 - 2015 : Jessie
- 2011 - 2015 : Hart of Dixie
- 2011 - 2015 : Tatami Academy
- 2011 - 2012 : Sketches à gogo !
- 2011 - 2012 : Pan Am
- 2011 - 2016 : Person of Interest
- 2011 - 2017 : Switched
- 2011 - 2019 : Game of Thrones
- 2011 - 2016 : Unforgettable
- 2011 - 2015 : Revenge
- 2011 - 2014 : Looney Tunes Show
- 2011 - 2012 : ThunderCats
- 2011 - 2012 : Hero 108
- 2011 - 2012 : Les Espacades de Winnie l'ourson
- 2011 - 2016 : Jake et les Pirates du Pays imaginaire
- 2011 - en production : La Boutique de Minnie
- 2011 : Les As de la jungle en direct (2011)
- 2011 : Mr. Sunshine
- 2011 : Off the Map : Urgences au bout du monde
- 2011 : Criminal Minds: Suspect Behavior
- 2011 : Camelot
- 2012 - 2018 : Once Upon a Time
- 2012 - 2016 : Les Bio-Teens
- 2012 - 2015 : Violetta
- 2012 - 2014 : Crash et Bernstein
- 2012 - 2013 : Summer Break Stories
- 2012 - 2015 : Perception
- 2012 - 2015 : Doggyblog
- 2012 - 2018 : Scandal
- 2012 - 2019 : Veep
- 2012 - 2017 : Longmire
- 2012 - 2013 : Bunheads
- 2012 - 2013 : 666 Park Avenue
- 2012 - 2014 : The Neighbors
- 2012 - 2014 : Revolution
- 2012 - 2013 : Green Lantern
- 2012 - 2014 : DC Nation Shorts
- 2012 - 2014 : Ben 10: Omniverse
- 2012 - 2016 : Souvenirs de Gravity Falls
- 2012 - 2015 : Randy Cunningham, le ninja
- 2012 - 2013 : Motorcity
- 2012 - 2017 : Ultimate Spider-Man
- 2012 - 2018 : Slugterra : Les Mondes souterrains
- 2012 - 2013 : Tron : La Révolte
- 2012 - 2018 : Princesse Sofia
- 2012 - 2020 : Docteur La Peluche
- 2012 : The River
- 2012 : Missing : Au cœur du complot
- 2012 : GCB
- 2012 : Les Délicieuses Aventures de Sam Sandwich
- 2013 - 2016 : Devious Maids
- 2013 - 2018 : House of Cards
- 2013 - 2020 : Marvel : Les Agents du SHIELD
- 2013 - 2018 : The Originals
- 2013 - 2014 : The Tomorrow People
- 2013 - 2014 : Chosen
- 2013 - 2014 : In the Flesh
- 2013 - 2014 : Super Fun Night
- 2013 - 2018 : The Fosters
- 2013 - 2014 : Prenez garde à Batman !
- 2013 - 2014 : Dofus : Aux trésors de Kerubim
- 2013 - 2019 : Avengers Rassemblement
- 2013 - 2015 : Hulk et les Agents du S.M.A.S.H.
- 2013 - 2016 : Wander
- 2013 - 2019 : Mickey Mouse
- 2013 - 2015 : Henry Câlimonstre
- 2013 - en production : Teen Titans Go!
- 2013 - 2015 : Mighty Med, super urgences
- 2013 - 2017 : Liv et Maddie
- 2013 - 2021 : Mom
- 2013 - 2014 : The Carrie Diaries
- 2013 - 2014 : Once Upon a Time in Wonderland
- 2013 - 2014 : Twisted
- 2013 - 2014 : Hostages
- 2013 - 2015 : The Millers
- 2013 - 2016 : Mistresses
- 2013 - 2016 : Masters of Sex
- 2013 - 2017 : Broadchurch
- 2013 - 2018 : The Originals
- 2013 : Un flic d'exception
- 2013 : Zero Hour
- 2013 : Bonnie and Clyde: Dead and Alive
- 2013 - en production : Les Goldberg
- 2014 : Star-Crossed
- 2014 : Taxi Brooklyn
- 2014 : Intelligence
- 2014 : Reckless : La Loi de Charleston
- 2014 : The Spoils of Babylon
- 2014 : Nina au Petit Coin
- 2014 : Livraison Express
- 2014 : Houdini, l'illusionniste (mini-série)
- 2014 - 2015 : C'est pas moi !
- 2014-2015 : Forever
- 2014-2015 : The Hotwives
- 2014-2015 : Looking
- 2014-2015 : Resurrection
- 2014-2016 : Gracepoint
- 2014-2016 : Les Mystères de Laura
- 2014-2017 : The Leftovers
- 2014-2017 : Le Monde de Riley
- 2014-2017 : Kirby Buckets
- 2014-2017 : Les Chroniques d'Evermoor
- 2014-2017 : Shérif Callie au Far West
- 2014-2018 : Star Wars Rebels
- 2014-2017 : Penn Zero : Héros à mi-temps
- 2014-2016 : Les 7N
- 2014-2019 : Jane the Virgin
- 2014-2019 : Madam Secretary
- 2014-2019 : Transparent
- 2014-2020 : Murder
- 2014-2020 : Les 100
- 2014-2018 : The Last Ship
- 2014-2023 : The Flash
- 2014 - en production : Le cœur a ses raisons
- 2014 - en production : Outlander
- 2014-2020 : Mike Tyson Mysteries
- 2014-2017 : Tom et Jerry Show
- 2014-2022 : Black-ish
- 2015 : The Messengers
- 2015 : Happyish
- 2015 : The Player
- 2015 : Wicked City
- 2015 : Panthers
- 2015 : Show Me a Hero
- 2015 : Lego Star Wars : Les Contes des Droïdes
- 2015-2017 : American Crime
- 2015-2017 : Bloodline
- 2015-2016 : Secrets and Lies
- 2015-2016 : Agent Carter
- 2015-2016 : Grandfathered
- 2015-2016 : Togetherness
- 2015-2017 : Modus
- 2015-2018 : Quantico
- 2015-2018 : Code Black
- 2015-2018 : Versailles
- 2015-2019 : Crazy Ex-Girlfriend
- 2015-2021 : Supergirl
- 2015-2022 : Better Call Saul
- 2015-2022 : The Expanse
- 2015-2020 : Arrow (saisons 4 à 8)
- 2015-2018 : Trop cool, Scooby-Doo !
- 2015-2020 : Bugs ! Une production Looney Tunes
- 2015-2018 : Miles dans l'espace
- 2015-2018 : Boucle d'Or et Petit Ours
- 2015-2017 : Descendants : Génération méchants
- 2015-2017 : Le petit royaume des Palace Pets
- 2015-2019 : Star Butterfly
- 2015-2019 : Les Gardiens de la Galaxie
- 2015-2016 : Vixen
- 2015-2024 : Camp Kikiwaka
- 2015 - en production : Miraculous : Les Aventures de Ladybug et Chat Noir
- 2015 - en production : Trapped
- 2015 - 2018 : Agent K.C.
- 2015-2017 : Alex and Co
- 2015-2017 : Guide de survie d'un gamer
- 2015-2016 : Best Friends Whenever
- 2015-2016 : Jonge Garde
- 2016 - 2017 : The Catch
- 2016-2018 : Angie Tribeca
- 2016-2017 : The Carrie Diaries
- 2016-2017 : Vice Principals
- 2016-2017 : Frequency
- 2016-2017 : No Tomorrow
- 2016-2022 : DC' Legends Of Tomorrow
- 2016-2021 : MacGyver
- 2016-2023 : Riverdale
- 2016-2022 : Westworld
- 2016-2018 : Zak Storm, super pirate
- 2016-2019 : La Garde du Roi Lion
- 2016-2018 : La Ligue des justiciers : Action
- 2016-2017 : Lego Star Wars : Les Aventures des Freemaker
- 2016-2018 : Robover
- 2016-2019 : La Loi de Milo Murphy
- 2016-2019 : Frankie et Paige
- 2016-2018 : MECH-X4
- 2016-2018 : Soy Luna
- 2016-2018 : Shooter
- 2016-2018 : Harley, le cadet de mes soucis
- 2016-2018 : StartUp
- 2016-2017 : The Lodge
- 2016-2017 : Esprits criminels : Unité sans frontières
- 2016 : American Gothic
- 2016 : The Five
- 2016 : Lego La reine des neiges, magie des aurores boréales
- 2016 : The Level
- 2016 : Angel from Hell
- 2016 : The Family
- 2016 : Dead of Summer : Un été maudit
- 2016 : Les Bio-Teens : Forces spéciales
- 2016-2021 : Lucifer
- 2016-2021 : American Housewife
- 2016-2022 : Animal Kingdom
- 2016-2022 : Chesapeake Shores
- 2016-2020 : Papa a un plan
- 2016-2020 : The A Word
- 2016 - 2020 : 3%
- 2016-2019 : Preacher
- 2016-2019 : Berlin Station
- 2017 : No Tomorrow
- 2017 : Taboo (mini-série)
- 2017 : Philip K. Dick's Electric Dreams
- 2017 : Doubt : Affaires douteuses
- 2017 : The Halcyon
- 2017 : Gunpowder
- 2017 : Mónica Chef
- 2017 : Billy Dilley en Vacances Souterraines
- 2017 : Le cinéma de Lexi
- 2017 : Rocket et Groot
- 2017 : Les histoires toc-toc de Tic & Tac
- 2017-2018 : Inhumans
- 2017-2018 : Wisdom : Tous contre le crime
- 2017-2019 : Andi Mack
- 2017-2019 : Onze
- 2017-2020 : Future Man
- 2017-2018 : Star Wars : Forces du destin
- 2017-2019 : Counterpart
- 2017-2019 : Runaways
- 2017-2020 : Spider-Man
- 2017-2020 : Raiponce, la série
- 2017-2021 : Vampirina
- 2017-2021 : Mickey et ses amis : Top Départ ! / Les Aventures de Mickey et ses amis
- 2017-2021 : La Bande à Picsou
- 2017-2021 : Baymax et les Nouveaux Héros
- 2017-2022 : Dynastie
- 2017-2023 : Raven
- 2017-2023 : Workin' Moms
- 2017-2019 : Mr. Mercedes
- 2017 - en production : Babylon Berlin
- 2017-2024 : SEAL Team
- 2017-2024 : Young Sheldon
- 2017-2023 : Le Monde de Bingo et Rolly
- 2018 : Picnic at Hanging Rock
- 2018 : Safe
- 2018 : The First
- 2018 : A Very English Scandal
- 2018 : Le Détenu
- 2018 : Here and Now
- 2018 : Plan cœur (saison 1)
- 2018 : Warrior
- 2018 : Wolf
- 2018-2020 : L'Aliéniste
- 2018-2019 : Cloak and Dagger
- 2018-2019 : Krypton
- 2018-2019 : For the People
- 2018-2021 : Luis Miguel, la série
- 2018 : Claude
- 2018 : La Légende des Trois Caballeros
- 2018 : Cameron Black : L'Illusionniste
- 2018-2020 : Siren
- 2018-2020 : Tell Me a Story
- 2018-2021 : Dr Harrow
- 2018-2022 : Legacies
- 2018-2020 : Coop et Cami
- 2018-2020 : Penny sur M.A.R.S.
- 2018-2020 : 101, rue des Dalmatiens
- 2018-2020 : Star Wars Resistance
- 2018-2022 : Les Muppets Babies
- 2018-2022 : Fancy Nancy
- 2018-2023 : A Million Little Things
- 2018-2023 : Manifest
- 2018-2024 : Grown-ish (saisons 2 à 4)
- 2018 - en production : Bluey
- 2018 - en production : Les Green à Big City
- 2018-2024 : Grey's Anatomy : Station 19
- 2019 : Living with Yourself
- 2019 : Watchmen
- 2019-2023 : High School Musical : La Comédie musicale, la série
- 2019-2023 : The Mandalorian
- 2019 - en production : Godfather of Harlem
- 2019-2022 : Pennyworth
- 2019-2024 : Good Trouble
- 2019 - en production : The Morning Show
- 2019-2023 : Servant
- 2019 - en production : Euphoria
- 2019-2022 : Le Secret de la plume
- 2019-2023 : Truth Be Told : Le Poison de la vérité
- 2019-2025 : The Righteous Gemstones
- 2019 - en production : For All Mankind
- 2019-2021 : The Hot Zone (saison 2)
- 2019-2022 : T.O.T.S.
- 2019-2024 : SparkShorts
- 2019 - en production : Harley Quinn
- 2019-2023 : Helpsters
- 2019-2025 : Les Aventures de Paddington
- 2019-2021 : Hello Ninja
- 2019 - 2020 : The Rocketeer
- 2019-2020 : Emergence
- 2019-2020 : Bia
- 2019 - 2020 : Bless this Mess
- 2019-2020 : Team Kaylie
- 2019-2020 : Stumptown
- 2019-2021 : Dickinson
- 2019-2021 : Sidney au max
- 2019-2021 : Gabby Duran, baby-sitter d'extraterrestres
- 2019-2021 : Une famille imprévisible
- 2019-2021 : Hache
- 2019-2021 : Les mômes de l'apocalypse
- 2019-2022 : See
- 2019-2022 : Amphibia
- 2019-2022 : Scooby-Doo et Compagnie
- 2019-2022 : Batwoman
- 2019-2022 : Dead to Me
- 2019 : Veronica Mars (saison 4)
- 2019 : Fast Layne
- 2019 : Dolly Parton's Heartstrings
- 2019 : Chambers
- 2019 : Reef Break
- 2019 : Years and Years
- 2019 : The Fix
- 2019 : Grand Hotel
- 2019 : Treadstone
- 2019 : Osmosis
- 2019 : Fourchette se pose des questions
- 2019 : Dino Girl Gauko
- 2020 : Messiah
- 2020 : AJ and the Queen
- 2020 : Helstrom
- 2020 : L'Étoffe des héros
- 2020 : Défendre Jacob
- 2020 : Little Fires Everywhere
- 2020 : Les Chevaliers de Castelcorvo
- 2020 : Someone Has to Die
- 2020 : L'amour aux Temps du Corona
- 2020 : We Are Who We Are
- 2020 : Her Voice
- 2020 : I Am Not Okay with This
- 2020 : Histoires fantastiques
- 2020 : Her Voice
- 2020 : High Fidelity
- 2020 : L'Univers infini d'Ashley Garcia
- 2020 : Yabba Dabba Dinosaures!
- 2020 : Les Aventures d'Olaf
- 2020 : Le nouveau Muppet show
- 2020-2021 : Gentefied
- 2020-2023 : Breeders
- 2020-2021 : Home Before Dark
- 2020 - en production : Ted Lasso
- 2020 : I Know This Much Is True
- 2020-2023 : Le Monde Merveilleux de Mickey
- 2020-2022 : Miss Farah
- 2020 - 2023 : Luz à Osville
- 2020-2025 : Mythic Quest
- 2020 : Away
- 2020 - en production : Doc
- 2020-2022 : Stargirl
- 2020-2023 : Dave
- 2020 - en production : Trying
- 2020-2022 : Avenue 5
- 2020 : Fraggle Rock : Tous en chœur !
- 2020-2021 : Snoopy dans l'espace
- 2020-2023 : Eau-Paisible
- 2020-2022 : Doug : le robot curieux
- 2020-2024 : Star Trek: Lower Decks
- 2020-2023 : Star Trek: Picard
- 2020 - 2024 : Looney Tunes Cartoons
- 2020-2022 : Central Park
- 2020-2024 : Sweet Home
- 2020 - en production : Téhéran
- 2020-2022 : Little America
- 2020-2022 : Le Jeune Wallander
- 2020-2021 : Journal d'une Future Présidente
- 2020-2021 : Feel Good
- 2020-2021 : Les courts métrages Disney
- 2020 - 2022 : Motherland: Fort Salem
- 2020 - 2022 : Love, Victor
- 2020 - 2022 : Mira, détective royale
- 2021 : WandaVision (mini-série)
- 2021 : Falcon et le Soldat de l'Hiver (mini-série)
- 2021 : M.O.D.O.K.
- 2021-2023 : Les Secrets de Sulphur Springs
- 2021-2023 : Loki (mini-série)
- 2021 : Friends : Les Retrouvailles (émission télévisée)
- 2021 : Turner et Hooch
- 2021 : Hit and Run
- 2021 : Hawkeye (mini-série)
- 2021 : Dopesick
- 2021 : Y, le dernier homme
- 2021 : Mare of Easttown
- 2021 : Histoire de Lisey
- 2021 : Invasion
- 2021 : Mr. Corman
- 2021 : Sexify
- 2021 : A Very British Scandal
- 2021 : Rebel
- 2021 : Open Your Eyes
- 2021 : La réalité en face
- 2021 : Red Election (Version Dubbing Brothers 2022)
- 2021 : Glória
- 2021 - en production : Launchpad
- 2021 : The Premise
- 2021 : Comment rester à la maison avec Dingo
- 2021-2022 : Destin : La Saga Winx
- 2021-2023 : Sky Rojo
- 2021 : J'adore Arlo
- 2021 : Centaurworld
- 2021 : Otis, à la rescousse !
- 2021 : Bienvenue chez Doug
- 2021 - en production : Star Wars: Visions
- 2021-2024 : Star Wars: The Bad Batch
- 2021 - en production : Monstres et Cie : Au travail
- 2021-2025 : La Maison magique de Mickey
- 2021-2024 : Molly McGee et le Fantôme
- 2021-2023 : Ridley Jones : La protectrice du musée
- 2021-2022 : Wolfboy et la fabrique de l'étrange
- 2021-2023 : Le Snoopy Show
- 2021-2023 : Docteure Doogie
- 2021-2022 : Les Petits Champions : Game Changers
- 2021-2022 : Le Mystérieux Cercle Benedict
- 2021 - en production : Spidey et ses amis extraordinaires
- 2021-2024 : Hit-Monkey
- 2021-2024 : What If...?
- 2021-2024 : Superman et Loïs
- 2021-2023 : Gossip Girl
- 2021-2023 : Fantasy Island
- 2021-2023 : The Wonder Years
- 2021 - en production : Foundation
- 2021-2023 : The Mosquito Coast
- 2021 - en production : Only Murders in the Building
- 2021-2023 : Swagger
- 2021 - en production : The Gloaming
- 2021 : Dr. Brain
- 2021 - en production : Acapulco
- 2021 - en production : Abbott Elementary
- 2021-2023 : Reservation Dogs
- 2021 - en production : And Just Like That...
- 2021-2023 : Schmigadoon!
- 2021 - 2022 : Queens
- 2021 - 2022 : Guide astrologique des cœurs brisés
- 2021 - 2022 : Snowdrop
- 2021 - 2022 : Le Livre de Boba Fett
- 2021 - 2022 : La Brigade des poussins
- 2022 : Moon Knight (mini-série)
- 2022 : She-Hulk : Avocate (mini-série)
- 2022 : The Dropout (mini-série)
- 2022 : Suspicion
- 2022 : Obi-Wan Kenobi
- 2022 : Miss Marvel
- 2022 : Harry Potter : Retour à Poudlard (émission télévisée)
- 2022 : Black Bird
- 2022 : Now and Then
- 2022 : Echo 3
- 2022 : Promised Land
- 2022 : L'école de la vengeance
- 2022 : Dernière Chance
- 2022 : Shantaram
- 2022 : Rookie Cops
- 2022 : Everything's Trash
- 2022 : May it Please the Court
- 2022 : Justice Served
- 2022 - 2025 : The Recruit
- 2022 : Narco-Saints
- 2022 : Le goût de vivre
- 2022 : Ma famille
- 2022 : Colin From Accounts
- 2022 : Reasonable doubt
- 2022 : Los pacientes del doctor Garcia
- 2022 : Sans limites
- 2022 : A Model Family
- 2022 : La fille de tes rêves
- 2022 : Wedding Season
- 2022 : This Fool
- 2022 : Entrevías
- 2022 : Sur ordre de Dieu
- 2022 : Si j'avais su
- 2022 : 1899
- 2022 : Alma
- 2022 : Pistol
- 2022 : Maggie
- 2022 : Candy
- 2022 : The Time Traveler's Wife
- 2022 : WeCrashed
- 2022 : Pam and Tommy
- 2022 : How I Met Your Father
- 2022 : Baymax!
- 2022 : Z.O.M.B.I.E.S. : Le mystère du monstre Addison
- 2022-2023 : Je s'appelle Groot
- 2022 : Cars : Sur la route
- 2022 : Zootopie+
- 2022 : Poulette pipelette
- 2022 : Trivia Quest
- 2022 : Bretzel et les bébés chiens
- 2022 : Super-Sourde
- 2022 : Diable malgré lui
- 2022 : Anatomie d'un divorce
- 2022-2023 : The Afterparty
- 2022 - en production : House of the Dragon
- 2022 - en production : Severance
- 2022 : We Own This City
- 2022 - en production : Slow Horses
- 2022 - en production : Tell Me Lies
- 2022 : Les Monstres de Cracovie
- 2022-2024 : Life and Beth
- 2022 - en production : Hartley, cœurs à vif
- 2022 - en production : Pachinko
- 2022 : Blood, Sex & Royalty
- 2022 : Entrapped
- 2022-2023 : Wolf Like Me
- 2022-2023 : La petite ferme enchantée
- 2022 : Roar
- 2022-2023 : Les Super-Vilains de Valley View
- 2022-2023 : Alaska Daily
- 2022 - en production : Loot
- 2022 - en production : Sandman
- 2022 : Le Cabinet de curiosités de Guillermo del Toro
- 2022-2025 : Andor
- 2022-2023 : Willow
- 2022 : Deepa et Anoop
- 2022-2023 : Pomme de pin et Poney
- 2022 : Little Demon
- 2022-2024 : Spirit Rangers
- 2022 - en production : Lēve-toi et chante
- 2022 - en production : Cool Attitude, encore plus cool
- 2022-2024 : Alice et la pâtisserie des merveilles
- 2022 - en production : Firebuds : premier secours
- 2022 - en production : Bugs Bunny Constructeurs
- 2022 - en production : Fraggle Rock : L'Aventure continue
- 2022 : Tales of the Jedi
- 2022-2025 : Hamster et Gretel
- 2022 - en production : Mickey & moi
- 2022-2023 : Super Noël, la série
- 2022-2023 : Ultra Violet & Black Scorpion
- 2022-2023 : Eureka !
- 2023 : Kaleidoscope
- 2023-2024 : That '90s Show
- 2023 : Papa est un chasseur d'aliens
- 2023-2025 : Moon Girl et Devil le Dinosaure
- 2023 - en production : Kiff
- 2023-2024 : Ranelot et Bufolet
- 2023 - en production : Star Wars : Les Aventures des petits Jedi
- 2023 - en production : SuperChatons
- 2023 : Les Muppets Rock (en)
- 2023 - en production : Fubar
- 2023 : Secret Invasion
- 2023 : Skull Island (en)
- 2023 : Strange Planet (en)
- 2023 - en production : Chair de poule
- 2023 - en production : Alert
- 2023 : Hasta el cielo : La série (es)
- 2023 : Kizazi Moto : Génération Feu (en)
- 2023 : Futurama (saison 8)
- 2023 - en production : Ahsoka
- 2023 : The Full Monty, la série
- 2023 : High Desert
- 2023 : Unprisoned (en)
- 2023 : La Maison allemande (de)
- 2023 : Monarch: Legacy of Monsters
- 2023 : Onimusha
- 2023 : Quiz Lady
- 2023 : The Nurse
- 2023 : Mask Girl
- 2023 : Rain Dogs
- 2023 : Still Up
- 2023 : Une lueur d'espoir
- 2023 : Extrapolations
- 2023 : De grandes espérances
- 2023 : Full Circle
- 2023 : Lucky Hank
- 2023 : Tête à Tête
- 2023 : Le Meilleur
- 2023 : Culprits Arnaque à l'Anglaise
- 2023 : Tu ferais pareil
- 2023 : Chargés à bloc
- 2023 : Pacto de silencio
- 2023 : Who Is Erin Carter?
- 2023 : Les 3 Détectives
- 2023 : Tengoku Daimakyo
- 2023 : Diable malgré lui
- 2023 - en production : Silo
- 2023 - en production : Hijack
- 2023 - en production : Le Renard : Prince des voleurs
- 2023 - en production : Justified: City Primeval
- 2023-2024 : Hailey sauve le monde
- 2023-2024 : Véra
- 2023-2025 : Tiny Toons Looniversité
- 2023-2024 : Not Dead Yet
- 2023 - en production : Percy Jackson et les Olympiens
- 2024 : Echo
- 2024 : The Acolyte
- 2024 : La Voix du lac
- 2024 : Before
- 2024 : Shardlake, Détective de l'Ombre
- 2024 : Ennemi Juré
- 2024 : The Penguin
- 2024 : Sunny
- 2024 : Disclaimer
- 2024 : Dans Cette Vie ou Une Autre
- 2024 : Eric
- 2024 : Monstres : L'Histoire de Lyle et Erik Menéndez
- 2024 : The Big Cigar
- 2024 : A Killer Paradox
- 2024 : Masters of the Air
- 2024 : Bandits, bandits
- 2024 : Meurtres et Autres Complications
- 2024 : Cristóbal Balenciaga
- 2024 : Nell rebelle
- 2024 : Dead Boy Detectives
- 2024 : Constellation
- 2024 : Nautilus
- 2024 : Chocolat amer
- 2024 : Las Azules
- 2024 : Sthlm Blackout
- 2024 : Agatha All Along
- 2024 : Un jour
- 2024 : Manhunt
- 2024 : Pauline
- 2024 : The Signal
- 2024 : Les Ombres du passé
- 2024 : Accident
- 2024 - en production : Kite Man: Hell Yeah!
- 2024-2025 : Primos
- 2024 - en production : Ariel
- 2024 - en production : X-Men ’97
- 2024 - en production : Ayla
- 2024 - en production : Zombies : la série ré-animée
- 2024 - en production : Pupstruction : Les Chiots en Action !
- 2024 - en production : Avatar, le dernier maître de l'air
- 2024 - en production : High Potential
- 2024 - en production : Bad Monkey
- 2024 - en production : Dark Matter
- 2024 - en production : Meurtre mode d'emploi
- 2024 - en production : Les Aventures imaginaires de Dick Turpin
- 2024 - en production : La Terre des femmes
- 2024 - en production : Heeramandi : Les Diamants de la cour
- 2024 - en production : Bodkin
- 2024 - en production : The Gentlemen
- 2024 - en production : Tracker
- 2024 - en production : Shōgun
- 2024 - en production : Briganti
- 2024 - en production : Sugar
- 2024 - en production : Blood Legacy
- 2024 - en production : WondLa
- 2024 - en production : Tomb Raider : La Légende de Lara Croft
- 2024 - en production : Rêve Productions
- 2024 - en production : Waverly Place : Les Nouveaux Sorciers
- 2024 : Tales of the Empire
- 2024 : Jentry Chau une ado Contre les Démons
- 2024 : Twilight of the Gods
- 2024 : LEGO Star Wars : Reconstruire la Galaxie
- 2024 : LEGO Pixar: BrickToons
- 2024 : Yo Gabba GabbaLand !
- 2024 : Iwájú
- 2024 : Les aventures Disney au-delà des pages
- 2024 - en production : Skeleton Crew
- 2024 - en production : Universal Basic Guys
- 2025 - en production : Votre fidèle serviteur Spider-Man
- 2025 - en production : When No One Sees Us
- 2025 : Dope Thief
- 2025 - en production : The Studio
- 2025 - en production : Daredevil: Born Again
- 2025 : Gagné ou perdu
- 2025 : Side Quest
- 2025 : Prime Target
- 2025 : A L'Amour, À la Mort
- 2025 : A Fleur d'eau
- 2025 : Devil May Cry
- 2025 : De parfaites demoiselles
- 2025 : Zero Day
- 2025 : Moonrise
- 2025 : Tales of the Underworld
- 2025 - en production : Murderbot
- 2025 - en production : RoboGobo
- 2025 - en production : Pour toujours
- 2025 - en production : Duster
- 2025 - en production : She the People
- 2025 : The Waterfront
- 2025 : Ceci n'est pas une boïte
- 2025 - en production : Chespirito : Sans le vouloir
- 2025 : Ironheart
- 2025 - en production : Adults
- 2025 - en production : Stick
- 2025 - en production : Eyes of Wakanda

## Récompenses
- Prix de l'innovation César & Techniques, 2017.